# Kostel Povýšení svatého Kříže (Jihlava)

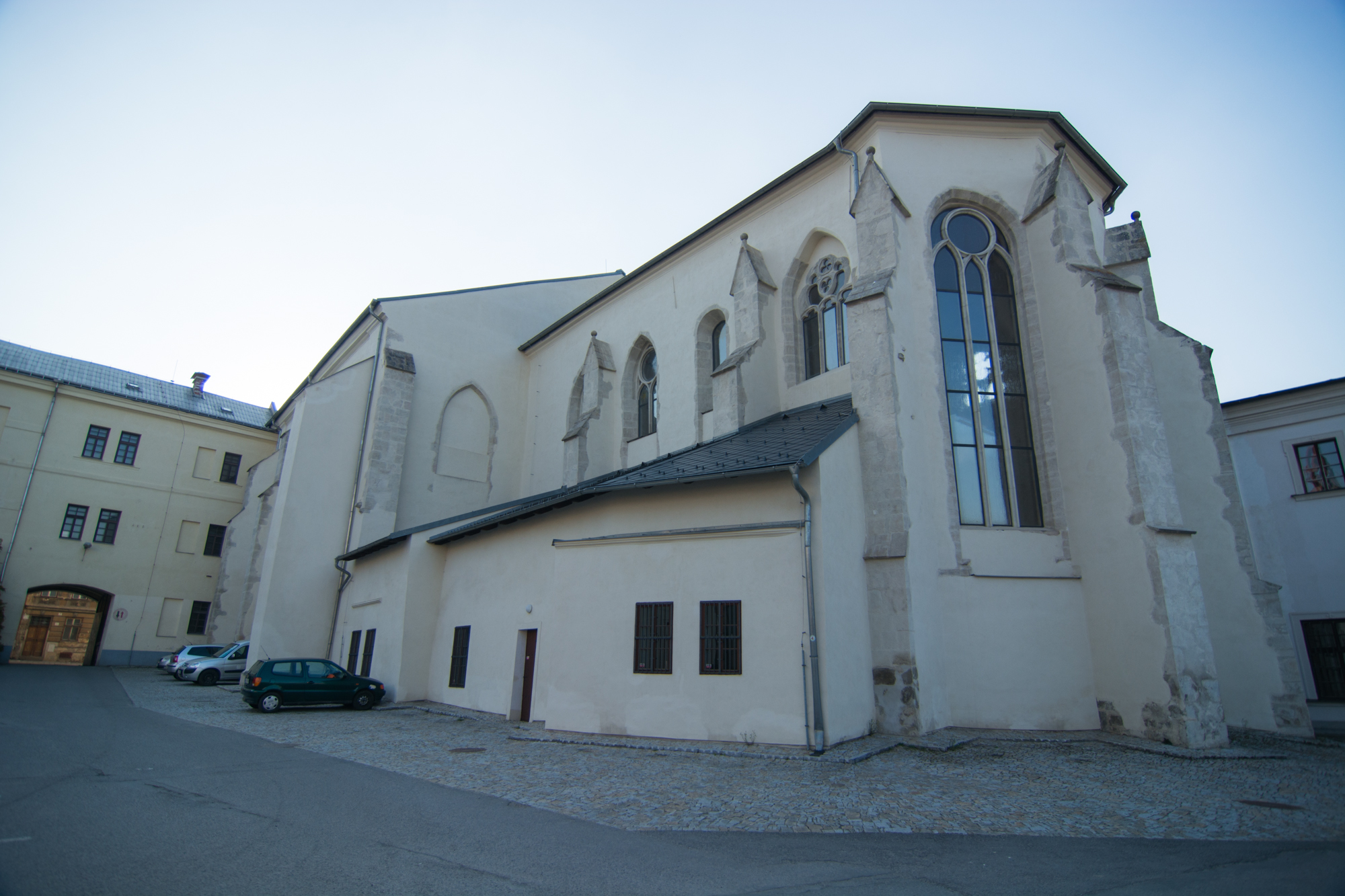
Pohled na kněžiště ze dvora bývalých kasáren

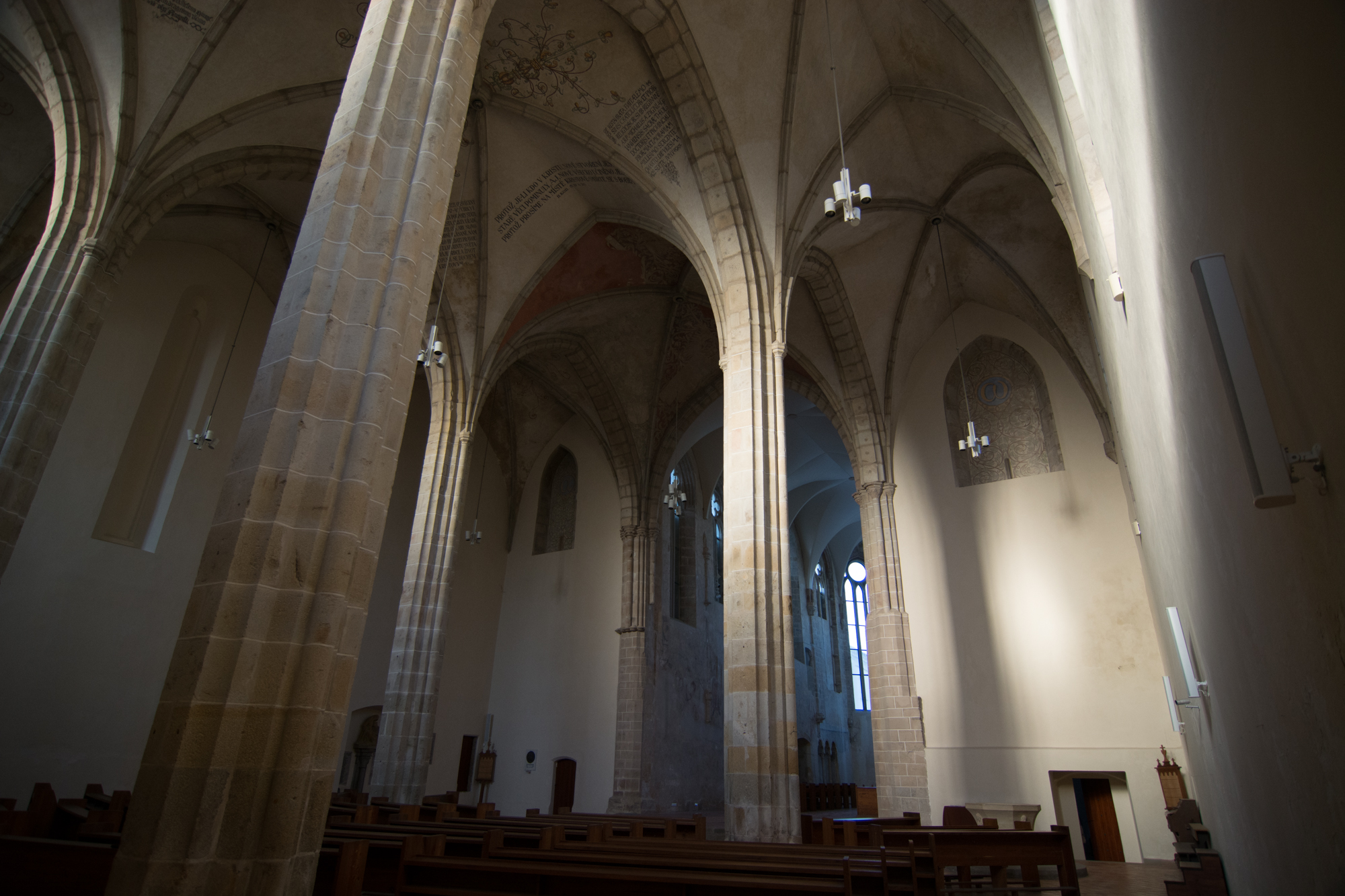
Pohled na trojlodí z jižní boční lodě

Kostel Povýšení svatého Kříže v Jihlavě je bývalý konventní kostel kláštera jihlavských dominikánů, dnes sloužící jako kostel Církve československé husitské. Jeho založení se váže k založení nového horního města v polovině 13. století. Jde o jednu z prvních ryze gotických staveb v Česku, pojatou v duchu severofrancouzské gotiky. Kostel fungoval po celou dobu jako konventní k sousedícímu dominikánskému klášteru až do roku 1784, kdy byl klášter nařízením Josefa II. zrušen. Po této události přešel do vlastnictví armády, která zde zřídila kasárna. Stavba znovu funguje jako kostel od roku 1947, kdy jej do nájmu získala Církev československá husitská, která jej využívá dodnes.

## Historie
Historie kostela je úzce spjatá s historií působení řádu bratrů kazatelů v Jihlavě.
Není přesně doloženo, kdy byl kostel založen, je ovšem jisté, že vznikal současně s dalšími dvěma velkými jihlavskými kostely – farním kostelem sv. Jakuba a minoritským klášterním kostelem Nanebevzetí Panny Marie – a to při založení nového horního města ve 40. letech 13. století.

### Výstavba kostela
Tradičně se jako rok založení uvádí rok 1247, kdy se v nově vznikající Jihlavě údajně usazuje dominikánský řád.
Tento rok je pouze předpokládaný. Jedním z dokladů možné správnosti tohoto odhadu je fakt, že dochovaná kružba jednoho z oken v severní stěně kněžiště je takřka totožná s kružbou okna v jižní zdi kostela sv. Františka v Anežském klášteře, budovaného kolem roku 1240.
Prvním bezpečným dokladem přítomnosti dominikánů v Jihlavě je však listina z roku 1257, kde je mezi svědky uveden převor Eberhard.
Budování kostela bylo zřejmě rozděleno do několika fází.

#### 1. fáze
V první fázi byl vystavěn 22 metrů dlouhý presbytář, založený na poměrně prudkém svahu, obvodové zdi trojlodí a hlavní portál v západním průčelí.
Důkazem probíhající výstavby jsou odpustky, které vydal papež Alexandr IV. v roce 1261 pro návštěvníky kostela při příležitosti jeho konsekrace. Tou dobou byla již značná část presbytáře dokončena, nebyl ale zaklenut.

#### 2. fáze
V druhé fázi výstavby, datované zhruba kolem roku 1285, došlo k celkovému zaklenutí kněžiště šestidílnou klenbou a byla zde umístěna nová okna.

#### 3. fáze
K dokončení kostela došlo zřejmě až ve třetí fázi výstavby v průběhu 14. století.
Když kostel v roce 1353 postihl požár, bylo sice již zřejmě rozestavěno, nikoli však dokončeno.
Vestavění čtyř pilířů a křížové klenby trojlodí sahá do doby kolem roku 1380.

### Doba prosperity
Dominikánský řád v Jihlavě ve 13. až 15. století zřejmě velmi prosperoval, čehož je důkazem už samotný fakt, že byl schopen financovat stavbu tak velkolepého kostela.
Není se čemu divit. Byla to léta největšího bohatství města, nejvýznamnější čas těžby stříbra v Jihlavě. Jihlava byla na konci 14. století dokonce druhým největším moravským městem. A úspěch a bohatství královského města se odrazily i na prosperitě dominikánského, byť žebravého řádu.
V roce 1495 jihlavští dominikáni získali odkazem navíc statek a přilehlou ves Fussdorf (dnešní Rantířov), který zůstal v majetku konventu až do jeho zrušení v roce 1784, ač bylo provozování hospodářských objektů poněkud v rozporu s mendikantskou řeholí řádu.

#### Požáry
Kostelu se nevyhnulo několik požárů. Po velkém požáru v roce 1353 postihl klášter další důležitý požár večer 29. května 1513. Podle záznamu v kronice ho mělo na svědomí několik dominikánů, kteří se svými hosty způsobili požár neopatrným zacházením s olejem při smažení koblih. Tento požár zničil nejen téměř celý klášter, ale také kostel, kterému shořela věžice, která již nebyla obnovena. Dále lehlo popelem asi šedesát domů ve městě a zhruba třicet dalších na Špitálském předměstí.
Další požáry postihly klášter v letech 1525 a 1551, což dovedlo konvent do finanční tísně, v jejímž důsledku byl nucen odprodat některé pozemky městu.

### Léta postupného úpadku
V průběhu 16. století došlo k postupnému obrácení většiny jihlavských občanů k protestantství, což pro klášter nebylo dobrým znamením. Dominikáni jako katoličtí bratři kazatelé postupně upadli v nemilost, což vyvrcholilo v roce 1604 nařízením města, že mendikantské řády nemohou ve městě vybírat almužnu. Toto nařízení ztížilo řádu život natolik, že z města na nějaký čas úplně odešel. V letech 1610 až 1613 se v klášteře uvádí pouze dva stálí obyvatelé.
Za třicetileté války a švédské okupace města byl kostel využíván protestanty. Po skončení třicetileté války se v příznivějším ovzduší rekatolizace dominikáni do Jihlavy vrací a jejich hospodářská situace se stabilizuje.
Další stavební úpravy se datují až do první čtvrtě 18. století. Z darů bratrů Steinových byla v letech 1723 až 1725 postavena za kněžištěm loretánská kaple. Ta byla součástí rozsáhlejších plánů na barokní přestavbu kláštera, které dokládá i návrh Pavla Loydy z roku 1727. Z těchto plánů byla však realizována pouze stavba nové střechy kostela a tak se tímto počinem historie dominikánských zásahů do podoby kostela uzavírá.
Z plánů na rekonstrukci kláštera se nakonec nepodařilo zrealizovat téměř nic a v průběhu 18. století klášter i kostel postupně chátrají. Řeholní bratři jsou nakonec v roce 1781 technickým stavem budovy nuceni přesídlit do nedalekého konventu jezuitů, kde zůstali až do úplného zrušení kláštera výnosem Josefa II. v roce 1784.

### Ve vlastnictví armády
Klášterní komplex získává na více než 200 let do vlastnictví armáda, která ho přeměňuje na kasárna. Kostel byl odsvěcen a předělen příčkou v místě vítězného oblouku, která zůstala na místě až do rekonstrukce v roce 2008. Do trojlodí i do presbyteria byla vestavěna dvě další patra a celý kostel byl intenzivně využíván jako skladiště. To na něm zanechalo trvalé následky a nenávratné škody. V rámci úprav byla například zcela odstraněna původní klenba kněžiště, nahrazena rovným trámovým stropem a opěrný systém žeber byl z velké části otlučen. Některá okna byla zazděna, některým byly „pouze“ vylámány kružby.

### Návrat ke kostelu
Trojlodí bylo armádě odejmuto až po druhé světové válce. V letech 1947 až 1949 bylo podle sochaře J. Švarce regotizováno a předáno do užívání Československé církvi husitské.
Celý klášterní komplex byl armádou opuštěn až v roce 1990. O rok později byl předán zpět dominikánům, ale obratem prodán soukromému investorovi a přestavěn na hotel. Z té doby pochází oválné okno v kněžišti spojující vizuálně hotel s kostelem.

### Současnost
Posledním zásahem do podoby kostela je rekonstrukce realizovaná mezi lety 2008 a 2011.
Autorem návrhu je Ing. arch. Martin Laštovička. Podle jeho návrhu byla po více než 200 letech stržena dělicí zeď a z trojlodí a kněžiště se opět stal jeden prostor. V rámci rekonstrukce byla také přidána foliová šestidílná klenba, byly sjednoceny povrchy podlah a zrestaurována výzdoba.
V současnosti je kostel majetkem města Jihlava. Slouží pro mše Československé církve husitské a Starokatolické církve a je také využíván pro občasné koncerty, výstavy nebo přednášky.

### Loretánská kaple
Loretánská kaple byla postavena roku 1723 z iniciativy Davida ze Steinu, děkana ve Fryštátu. Stála v severozápadním rohu dvora mezi dominikánským klášterem a jezuitským seminářem. Byla obklopena ze tří stran ambitem, který měl ve zbylých třech nárožích kruhové kaple. Do Santa Casy obdélného půdorysu, která byla začleněna kratší západní stěnou mezi gotické opěráky kostela sv. Kříže, vedl z kostela vstup určený pro řeholníky. Po zrušení kláštera byla loretánská soška Černé Madony přenesena do kostela sv. Ignáce a nedlouho poté umístěna v levé lodi kostela sv. Jakuba. Loretánská kaple a dvůr s ambity zanikly.

## Architektura

### Exteriér

#### Západní průčelí
Průčelí tvoří dominantu v ulici Křížová. Je rovnoměrně členěno masivními dvoustupňovými opěrnými pilíři.

##### Portál

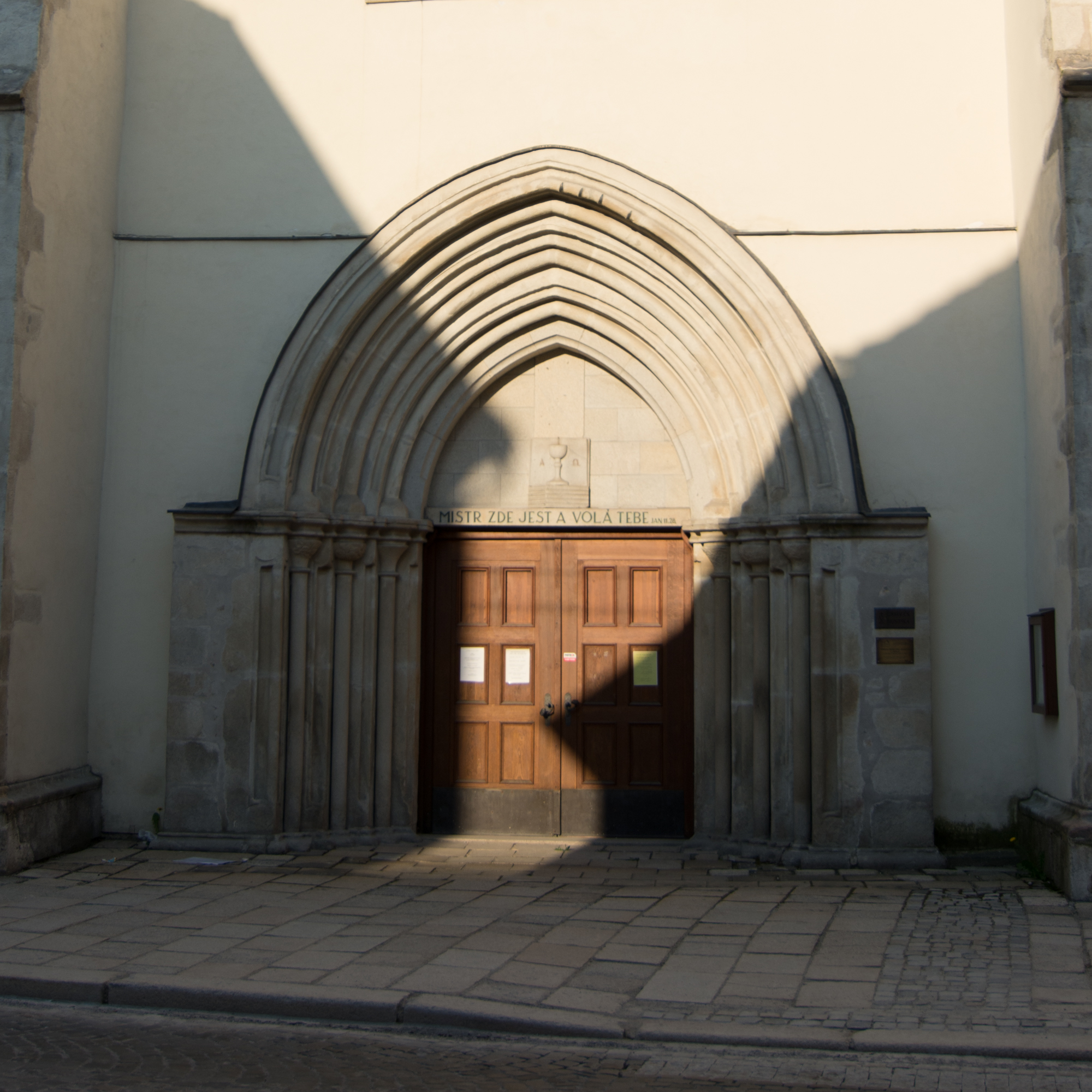
Ústupkový portál

Výrazný lomený ústupkový portál má po obou stranách tři sloupky. Ústupky jsou pravoúhlé a na hranách mají hluboké výžlabky zakončené drápky. Sloupky jsou v ústupcích zapojeny do hmoty ostění. Jsou složeny z polygonální patky zakončené prstencem, válcového dříku a kalichové, případně košové hlavice zdobené vegetabilním dekorem ve formě nízkého reliéfu. Na hlavicích leží profilovaná římsa. Na římsu dosedají ústupky a oblouny lomeného oblouku. Ústupky jsou v oblouku ve stejném provedení jako v ostění, oblouny vychází z míst odpovídajících hlavicím sloupků a jejich zakončení u římsy je provedeno v košových patkách podobných hlavicím sloupků.
V tympanonu portálu se nachází nevelký reliéf zobrazující otevřenou knihu a husitský kalich. Tato výzdoba byla přidána až po roce 1947.

##### Okna
Nad portálem se nachází lomené gotické okno s kružbou ve tvaru sférického čtyřúhelníku s vepsanými čtyřmi trojlisty a jedním čtyřlistem vprostřed. Boční pole obsahují stejná vysoká lomená okna s gotickými kružbami. Levé okno má ve vrcholu lomeného oblouku kružbu ve tvaru tří trojlistů, pravé pak dynamičtější kružbu ve formě tří protažených trojlistů.

##### Výzdoba
Celé průčelí dodnes zůstává v navrácené gotické formě, pouze nejvyšší část je členěna vrcholovou římsou s klasickou sestavou profilů a pilastry vycházejícími z gotických opěráků. Tyto prvky jsou pozůstatky barokních úprav. V tympanonu vytvořeném vrcholovou římsou se nachází velký reliéf kříže a kalichu, který byl - podobně jako malý reliéf v tympanonu portálu – přidán až v polovině 20. století v rámci úprav kostela na husitský.

#### Pohled z jihu

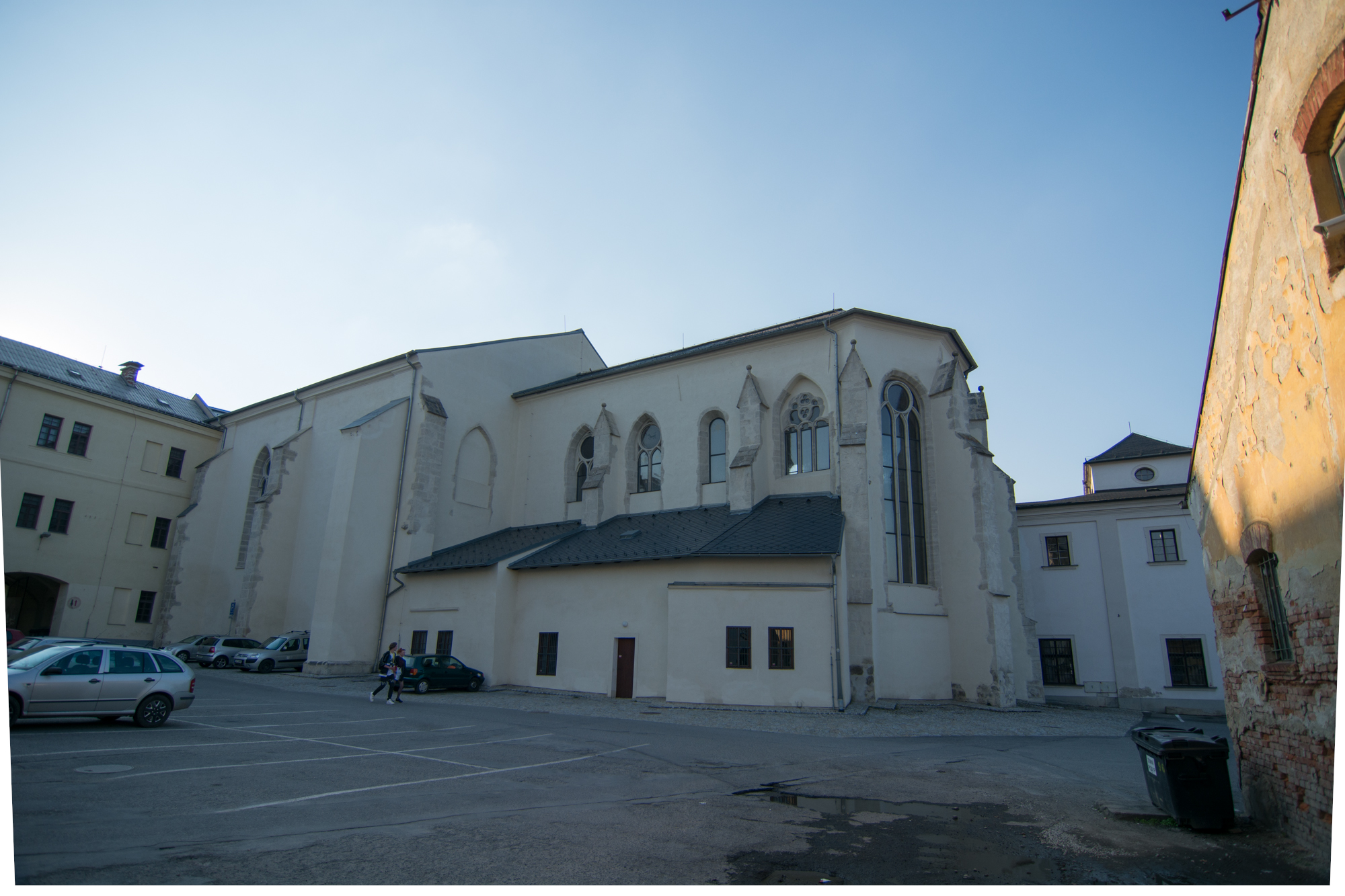
Pohled na kněžiště ze dvora bývalých kasáren

Další pohled na exteriér kostela se otevírá ze dvora bývalých kasáren. Odtud můžeme vidět celé kněžiště a východní část trojlodí, ze kterého jsou vidět dvě celá klenební pole. Ke kněžišti z jižní strany zvenčí přisedají přízemní místnosti sakristie.

##### Trojlodí
Výraznými prvky exteriéru jsou opěrné pilíře trojlodí, které zajišťují roztlaky jeho křížových kleneb. Opěrné pilíře trojlodí jsou jednoduché jednostupňové. Do dvora jsou z trojlodí prolomena dvě vysoká lomená okna s pozůstatky kružeb, které se ale v původní podobě nedochovaly. Dnešní podoba oken naznačuje původní kružbu kruhovým rámem ve vrcholu lomeného oblouku a dvěma menšími lomenými oblouky pod ním.

##### Kněžiště

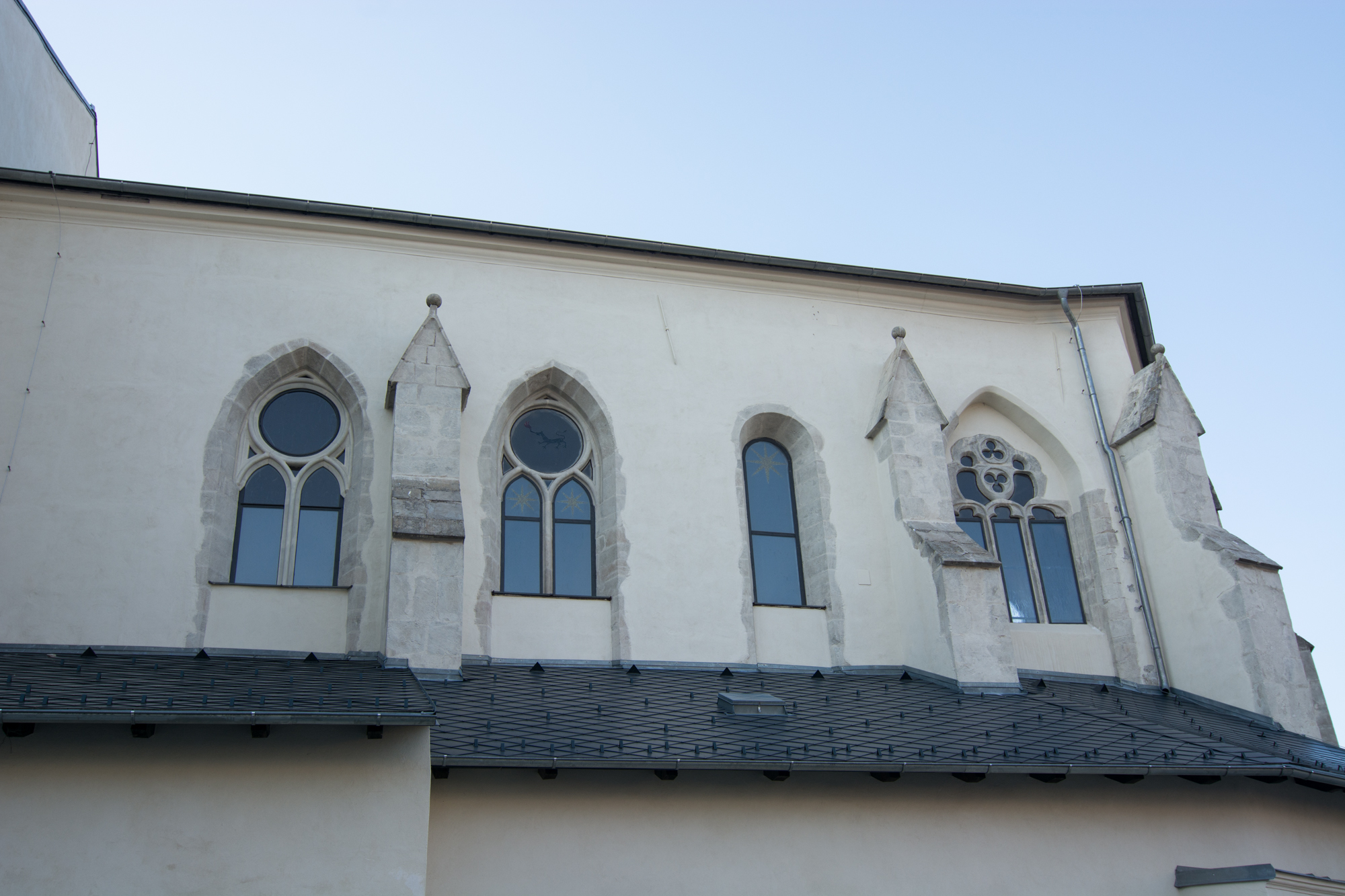
Kružby oken kněžiště

U kněžiště vidíme dva opěráky styku příčných žeber kleneb a také opěráky polygonální klenby závěru. Všechny jsou dvojstupňové a jsou zakončeny kamennou sedlovou stříškou s kytkou.
Z kněžiště jsou v jeho jižní stěně prolomena dvě okna provedená ve stejném stylu jako okna z trojlodí, dále jedno okno zakončené půlkruhově a nejblíže k závěru jedno větší okno s neobvyklou kružbou dělené v dolní části na tři části, jejichž ostění je zakončeno ve tvaru „jeptišky“. Neobvyklost kružby je zapříčiněna tím, že původní kružby byly z velké části vylámány. Dobře zachovány jsou pouze dva trojlisty, které jsou obklopeny obrysy bývalých kružeb.
Lomená okna závěru jsou tři a jsou všechna provedená stejně. Původní kružby byly vylámány a nedochovaly se. Dnešní podoba oken naznačuje původní kružbu kruhovým rámem ve vrcholu lomeného oblouku.
Všechna okna mají šikmé, oboustranně rozevřené špalety.

### Interiér
Kostel je dělen na vysoké halové trojlodí a stejně vysoké kněžiště.

#### Trojlodí
Hlavní loď i obě dvě vedlejší mají tři pole křížové klenby.
Klenba hlavní lodě je nesena čtyřmi mohutnými polygonálními pilíři se stupňovitými patkami. Žebra jsou klínová s výžlabkem a protínají se v hladkých kruhových svornících. U pilířů jsou svedeny na válcové přípory s polygonálními hlavicemi s krycí deskou. Na obvodní zdi jsou žebra svedena na starší výběžky žeber hruškovitého profilu nesená jehlancovými konzolami. Ty jsou na severní stěně hladké, na jižní straně s vypjatými náběžními štítky. Lodě jsou od sebe odděleny kamennými arkádami s vyžlabenými hranami.
V severní stěně jsou patrná dvě zazděná lomená okna, ve východní stěně trojlodí jsou dva lomené výklenky.
Do západní části trojlodí je vestavěna moderní kruchta s varhanami.

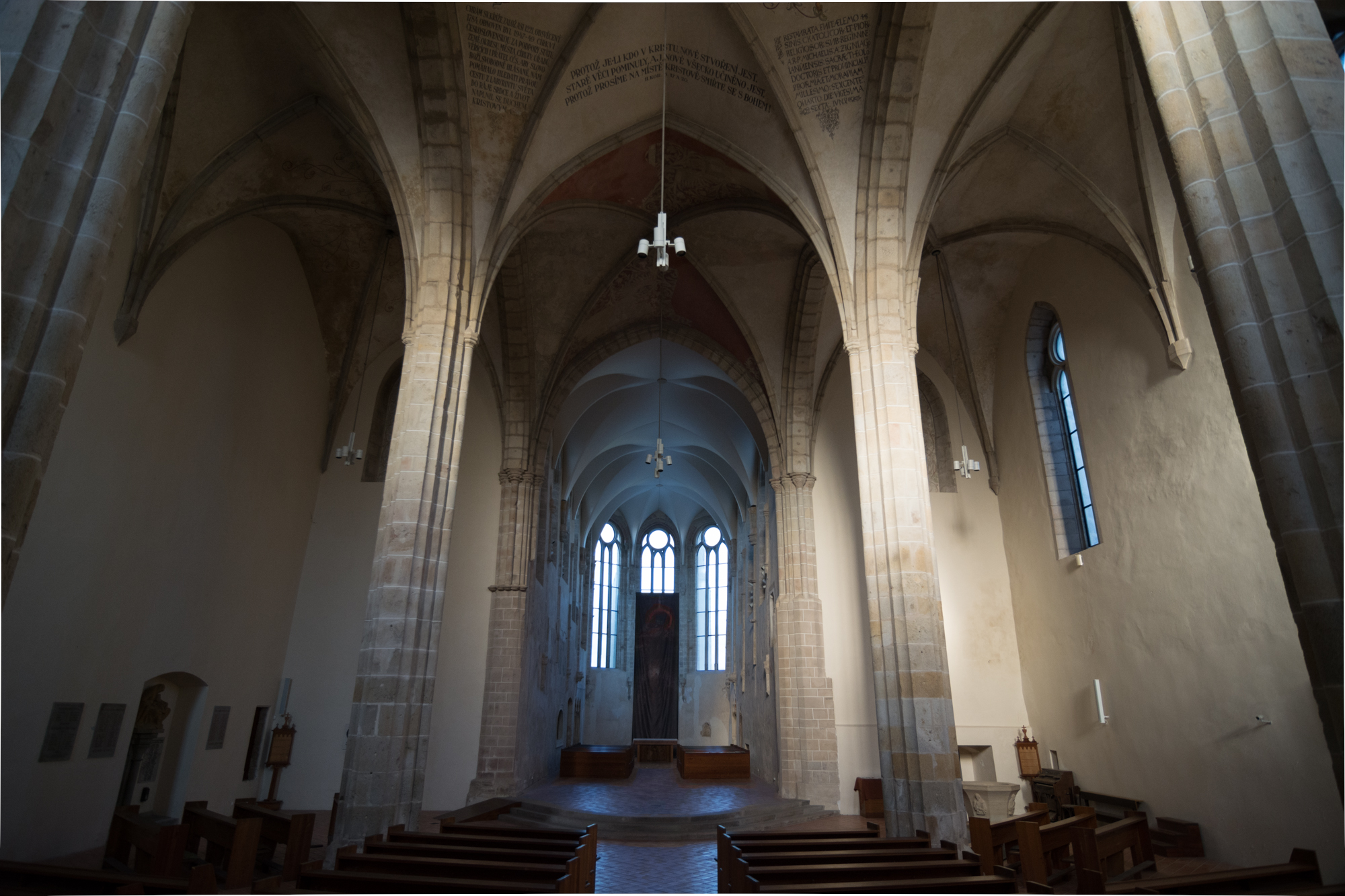
Pohled do trojlodí od vstupu
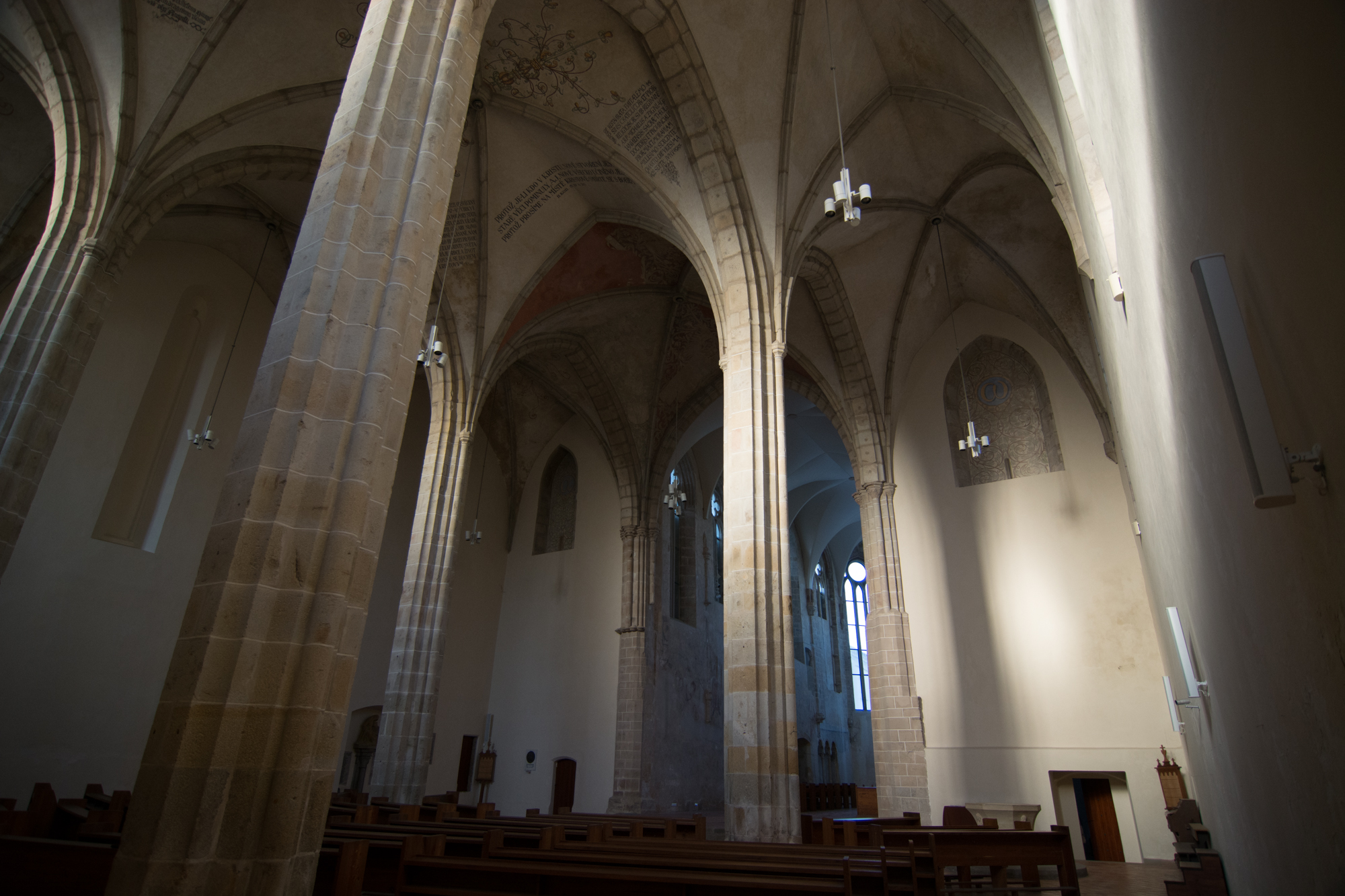
Pohled do trojlodí z jižní boční lodě
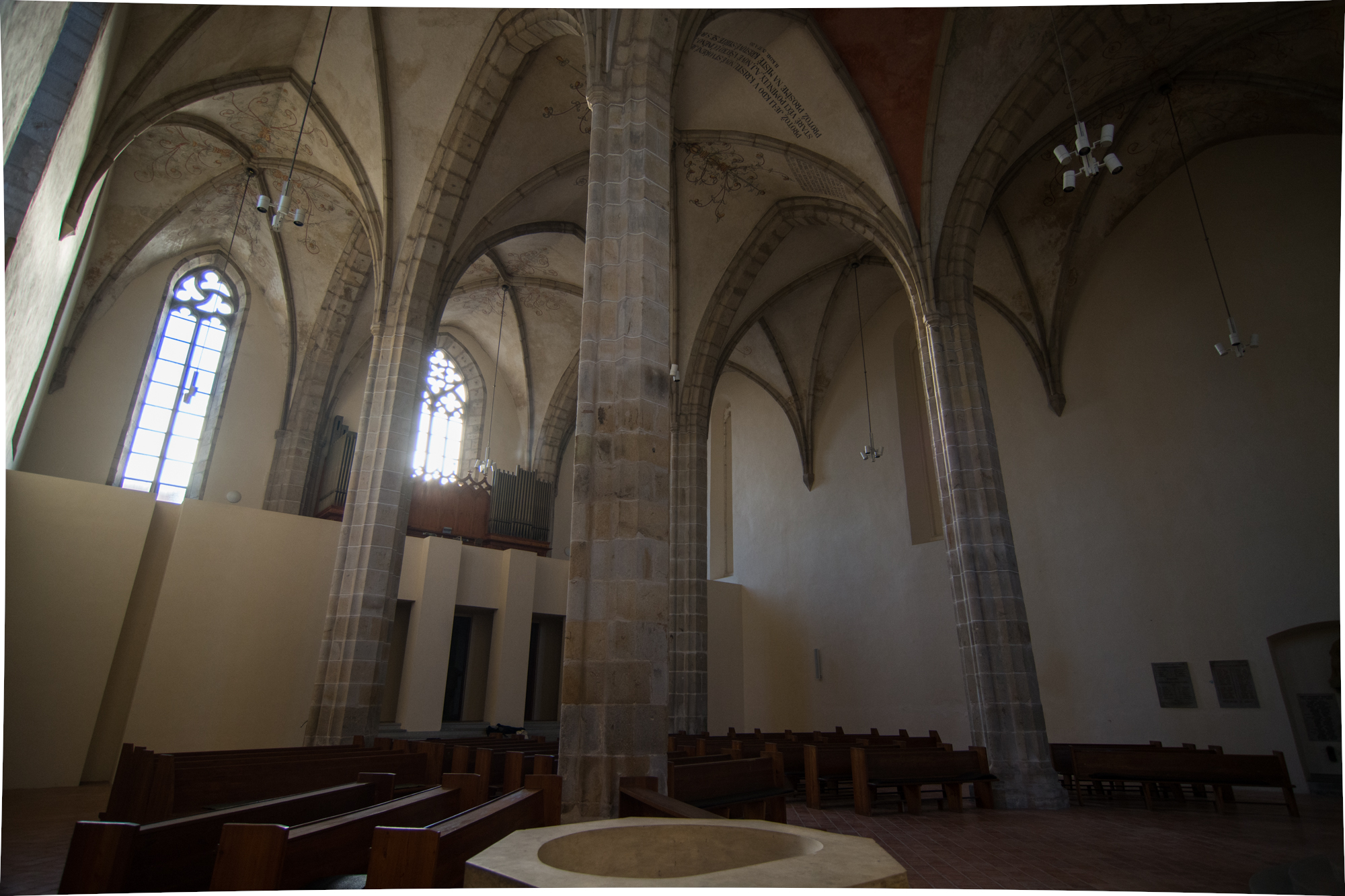
Pohled do trojlodí od křtitelnice
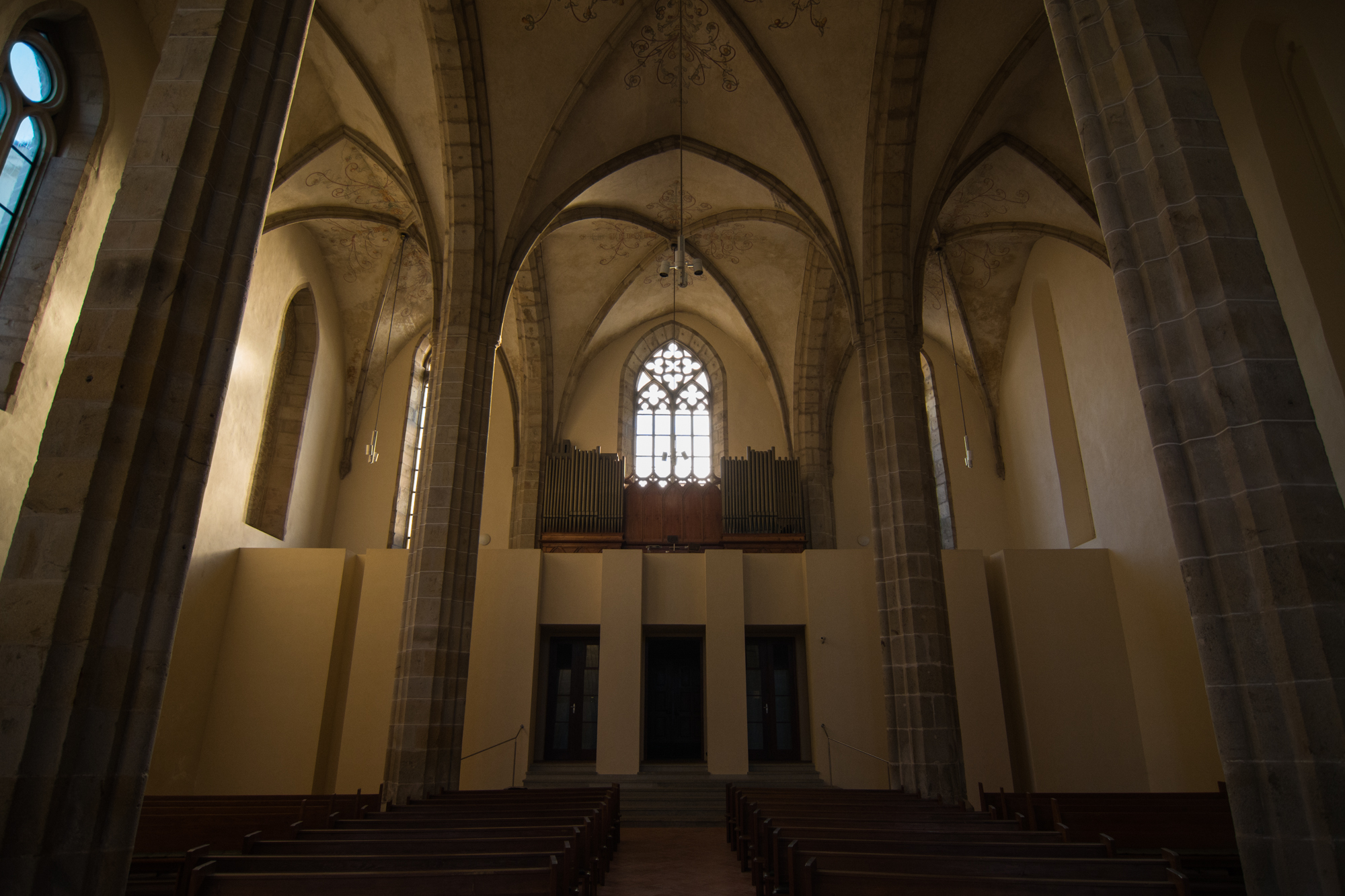
Kruchta s varhanami
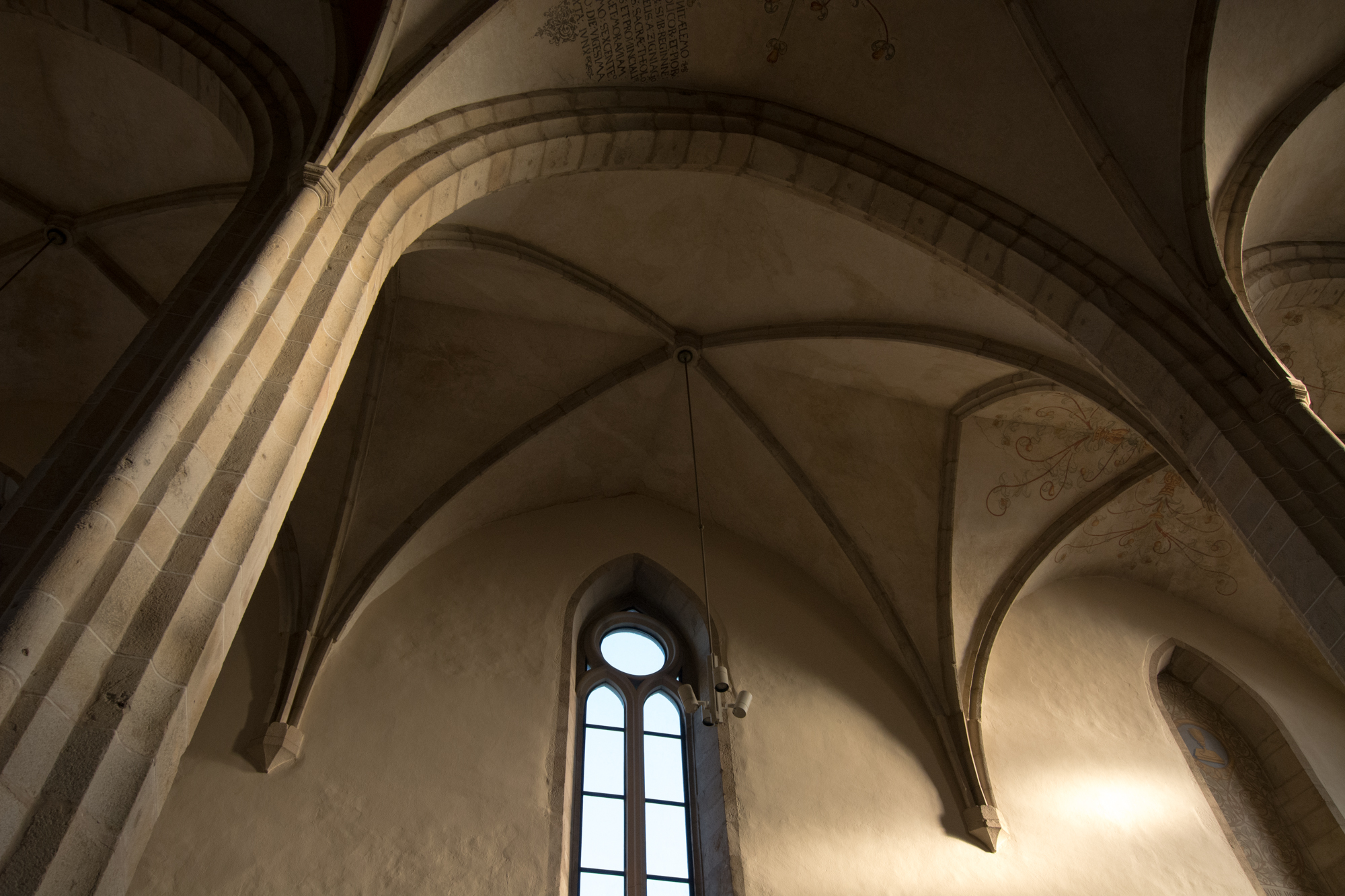
Klenba boční lodi a mezilodní arkáda
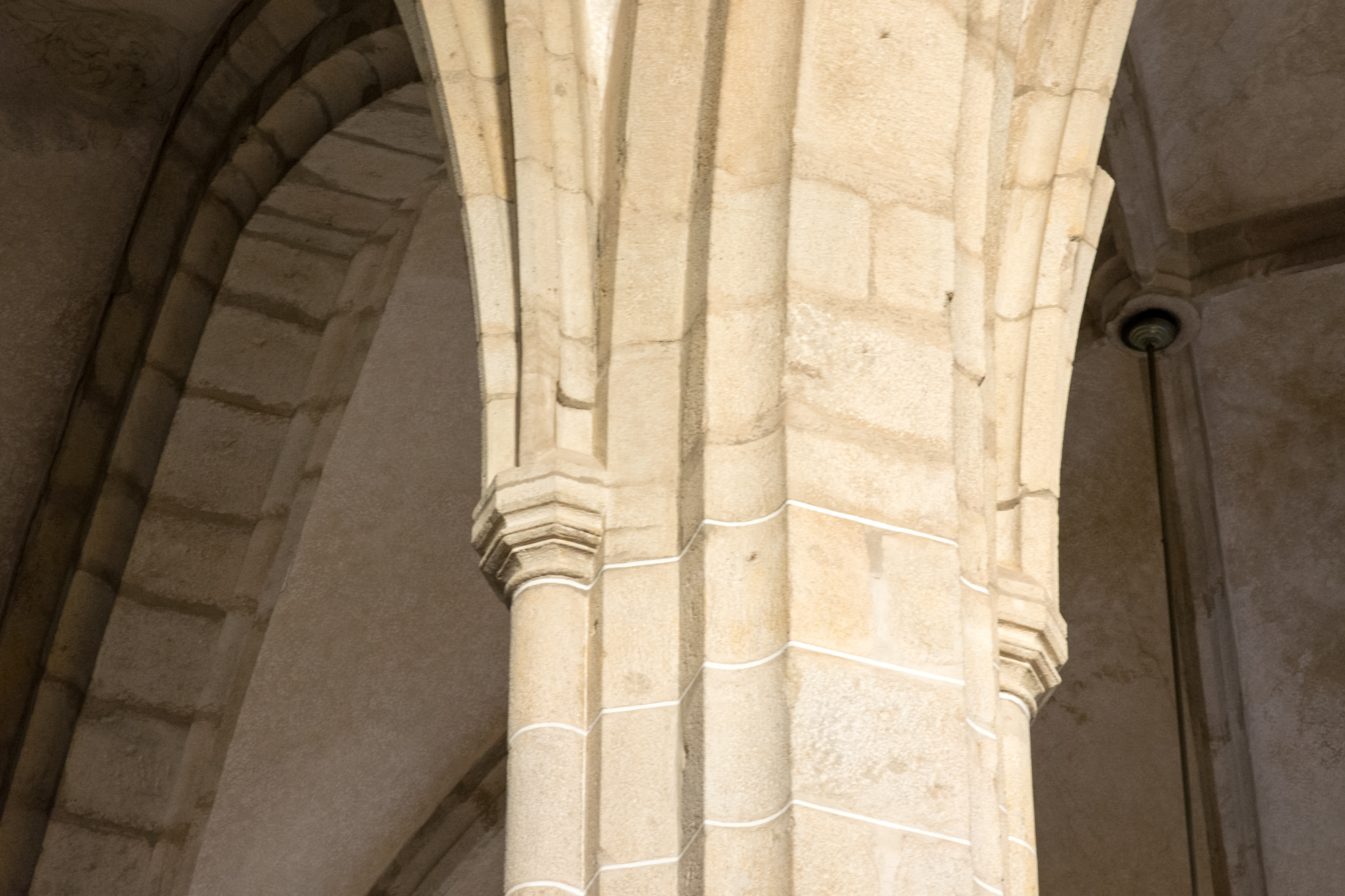
Detail přípory u pilíře
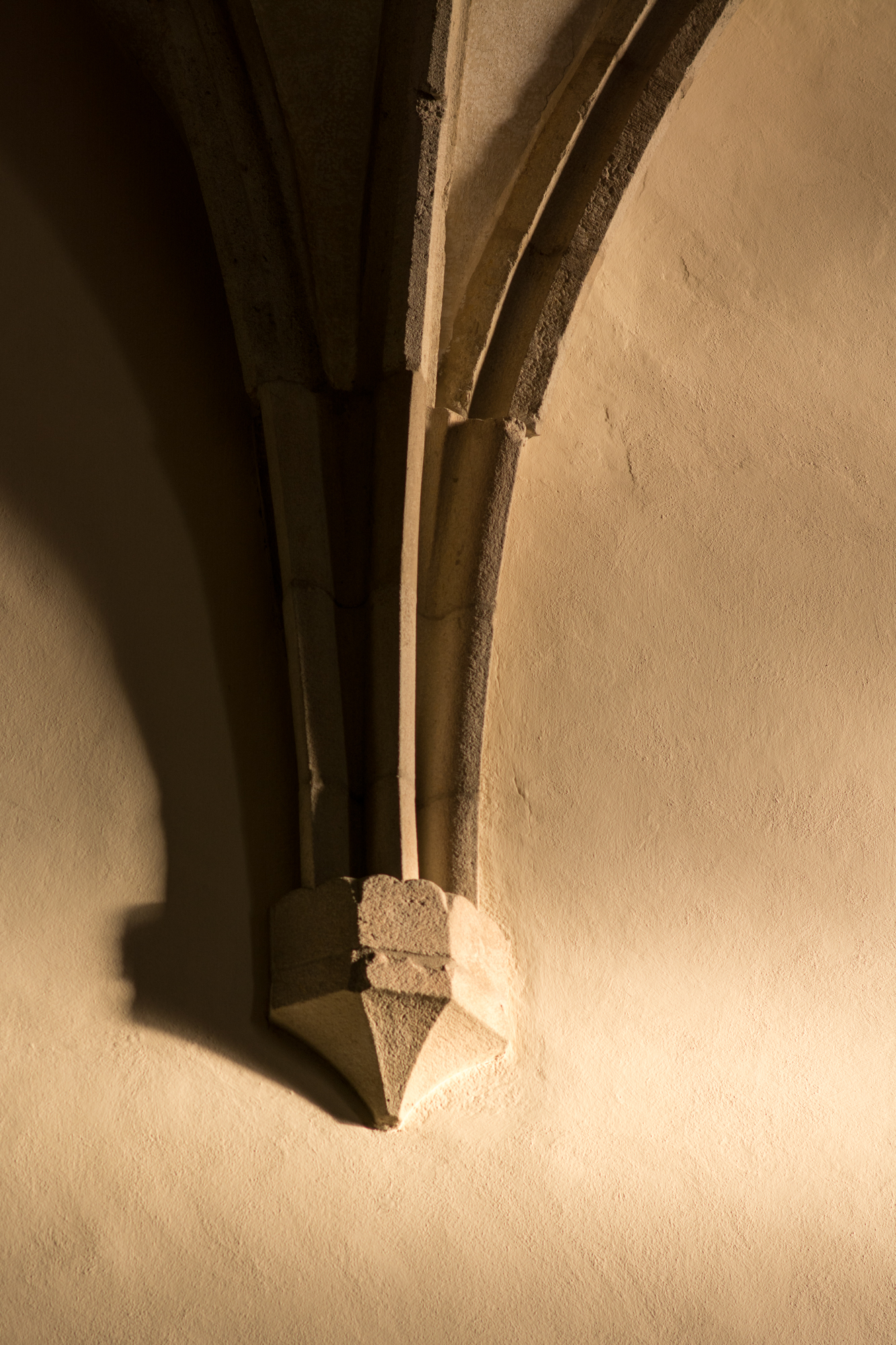
Detail jehlancovité konzoly podpírající výběhy žeber u jižní stěny
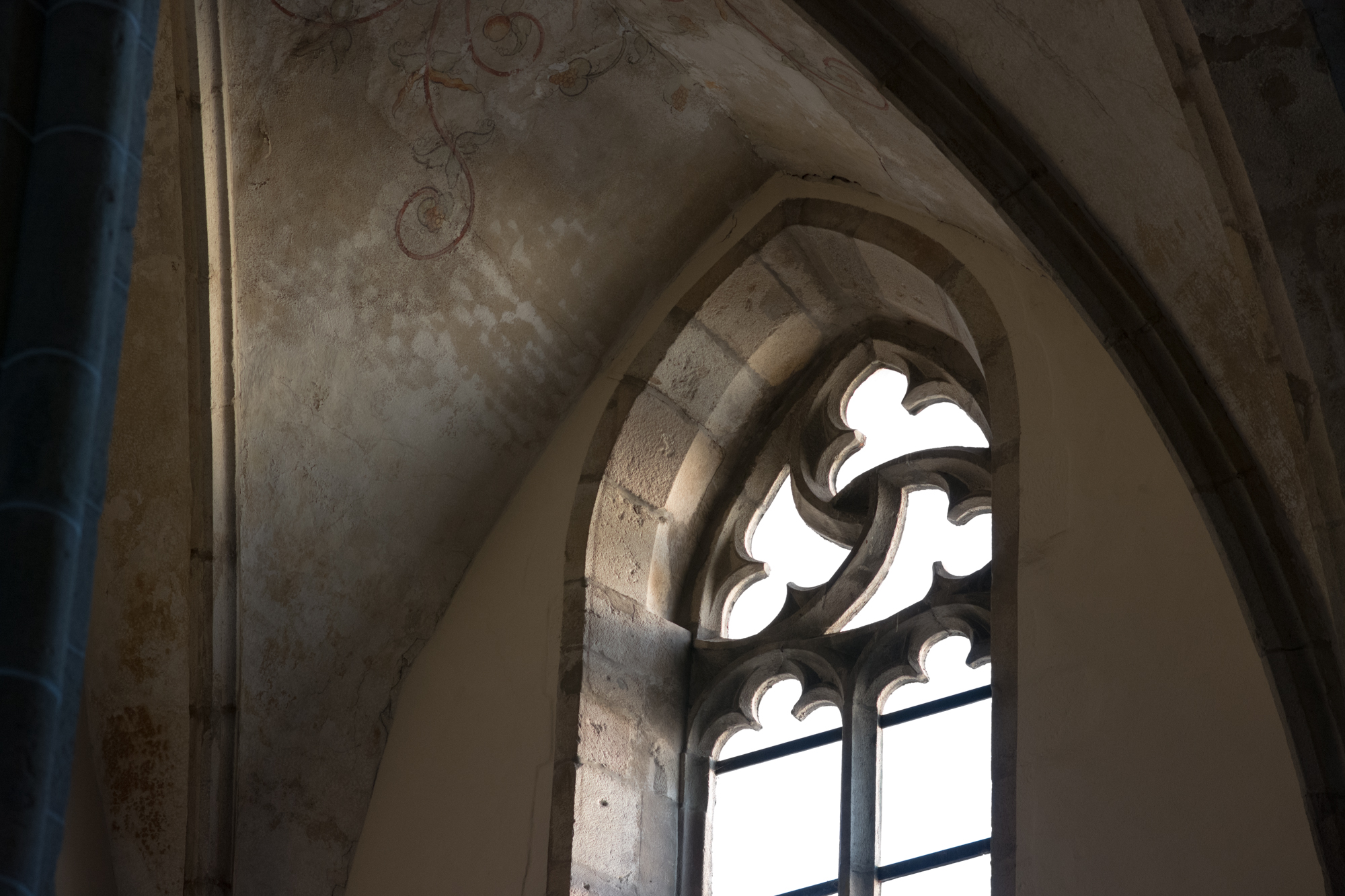
Kružba okna západního průčelí při pohledu z trojlodí

#### Vítězný oblouk

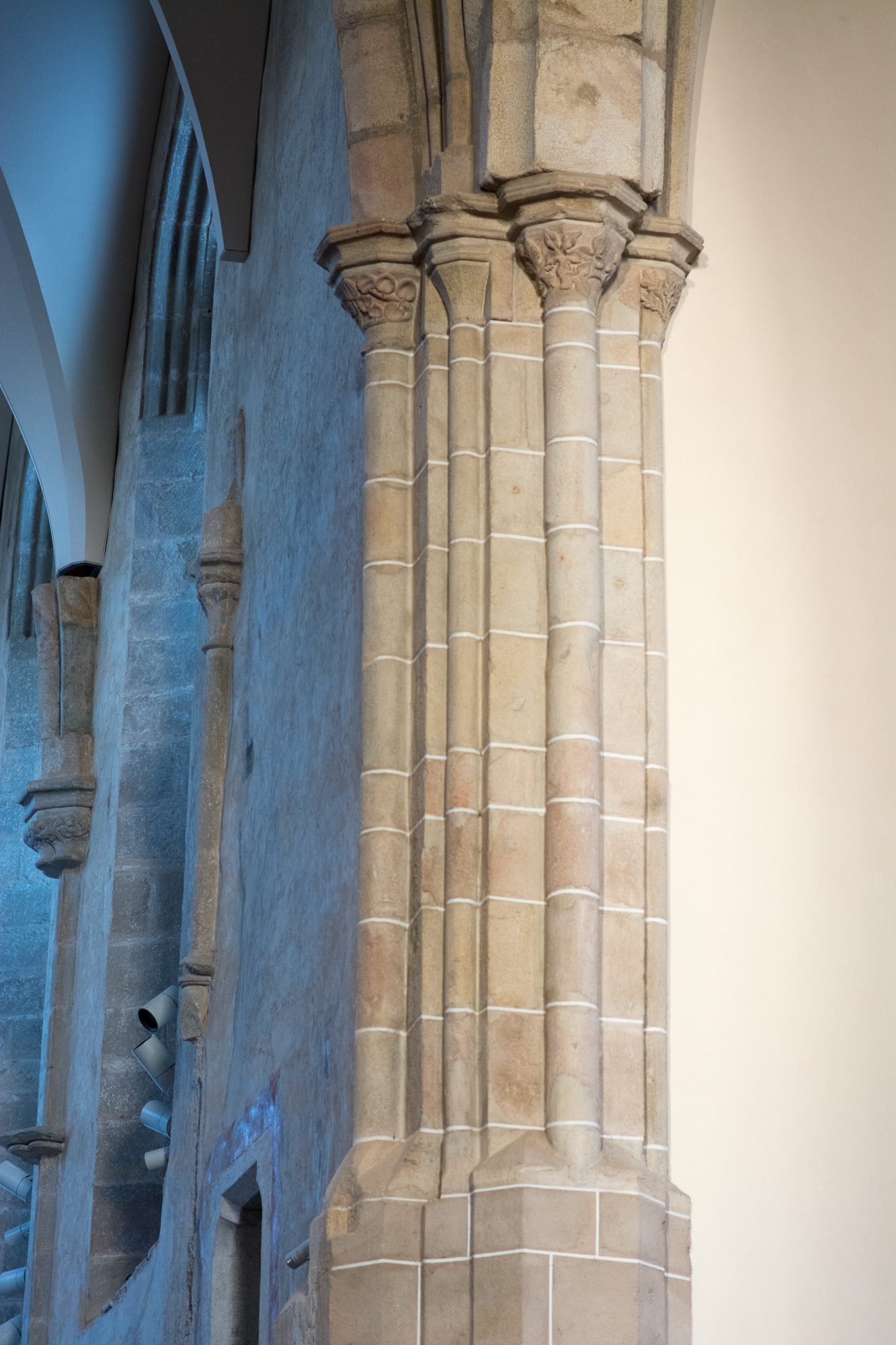
Detail polopilířků v jižní části ostění vítězného oblouku

Trojlodí je od kněžiště odděleno lomeným vítězným obloukem s kamenným profilovaným ostěním.
K hranolovému tělu jeho oblouku jsou připojeny polopilířky s kalichovými hlavicemi zdobenými vegetabilním dekorem (bobule, dubové a vinné listy). Na profilované krycí desky hlavic nasedají klenební patky s projmutými náběžními štítky.
Dolní zakončení přípor se na jednotlivých stranách oblouku liší. Polopilířky v severní části (spolu s příporami mezilodních pásů a klenebních žeber) zhruba ve výšce čtyř metrů nasedají na dvojstupňové talířové konzoly. Polopilířky v jižní části jsou naproti tomu zhruba ve stejné výšce zapuštěny do pilíře, který se v této výšce rozšiřuje.

#### Kněžiště
Kněžiště je stejně vysoké jako trojlodí a na svou dobu nezvykle dlouhé.
V původní podobě mělo dvě pole šestidílné klenby a jedno pole paprsčité klenby závěru o šesti paprscích. V průběhu vývoje kostela byla šestidílná klenba nahrazena čtyřmi poli křížové klenby. Při rekonstrukci v letech 2008 až 2011 byla pod strop kněžiště vložena konstrukce z pnuté fólie Barrisol, která vzhledem odpovídá původní šestidílné klenbě. Samotná konstrukce stropu je ovšem nad folií řešena dřevěnými trámy.
Původní šestidílné klenbě odpovídají i přípory v kněžišti, které se kvůli vestavbě stropů na konci 18. století dochovaly pouze jako torza, zato však s náběhy původních žeber.
Ta jsou vejcovitá a vybíhají z jemně profilovaných náběžních štítků, spočívajících na hlavicích přípor kalichového tvaru s reliéfním vegetabilním a bobulovým dekorem. Klenebním žebrům odpovídaly svazkové přípory, u středních žeber byly přípory jednoduché. Dříky všech přípor byly z velké části odstraněny, ale zřejmě nesestupovaly až k úrovni dlažby. Vysoko nad podlahou spočívaly na talířových patičkách a polygonálních soklících, nesených krátkými konzolovými příporkami s oboustranně zkosenými prstenci na hlavicích. Přesah patiček podpíraly drobné jehlancové konzolky. Dříky byly podchyceny konzolkami s vegetabilním dekorem.
Charakteristickým prvkem výzdoby kněžiště jsou talířovité prstence přerušující dvakrát jednoduché i svazkové přípory. Tyto prvky jsou u nás nezvyklé a spolu se svazkovými příporami prozrazují vazbu na nejranější francouzskou gotiku, ukazují ke katedrálám v Laonu nebo Noyonu.
Po obou stranách kněžiště v jeho východní části se nacházejí trojitá kamenná sedilia s vyžlabeným ostěním, zakončená trojlisty.

Podobnou formu jako sedilia má i kamenný portálek vedoucí do sakristie, který se nachází v jižní stěně kněžiště zhruba dva metry od sedilií.

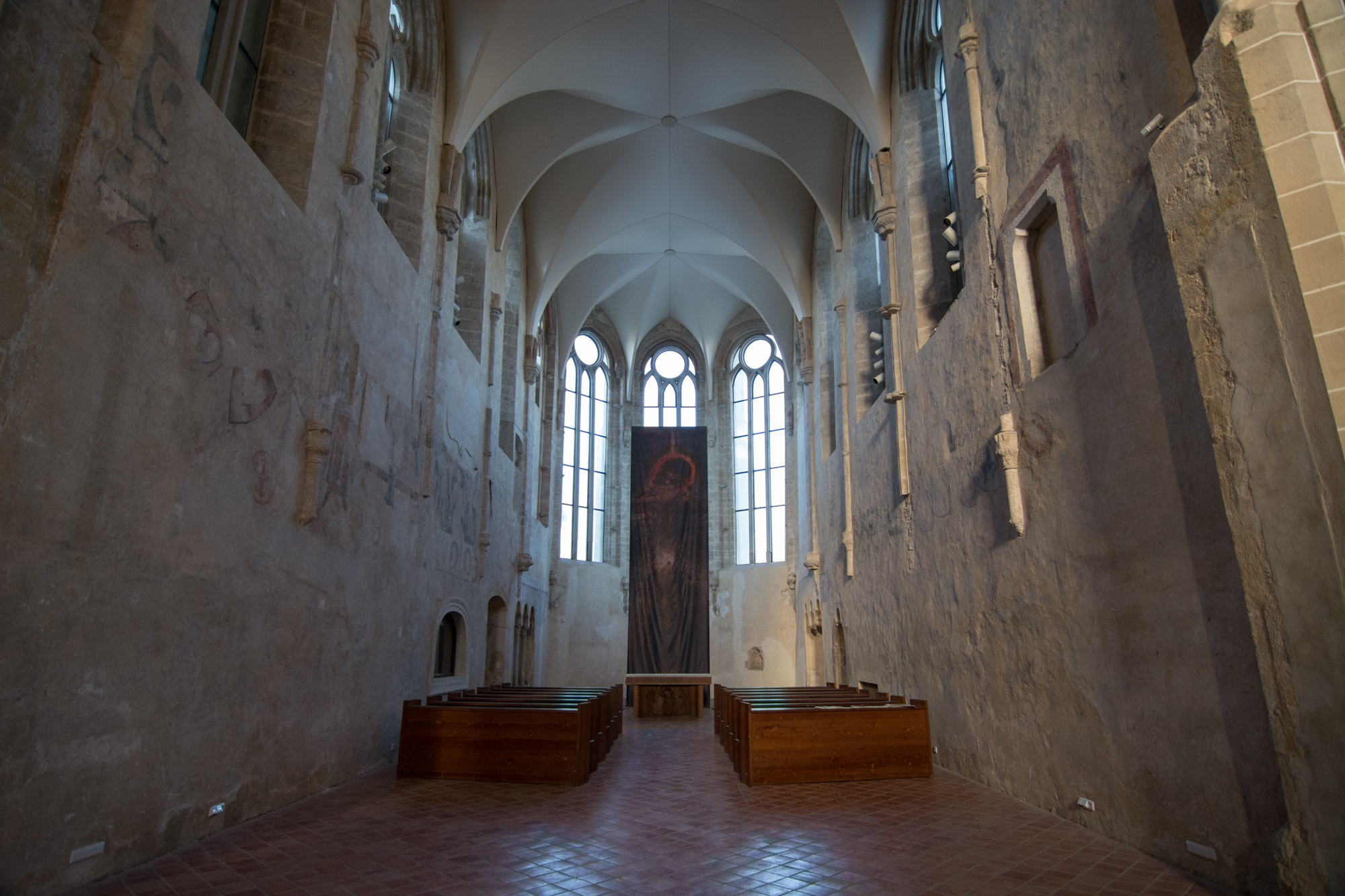
Pohled do kněžiště od vítězného oblouku
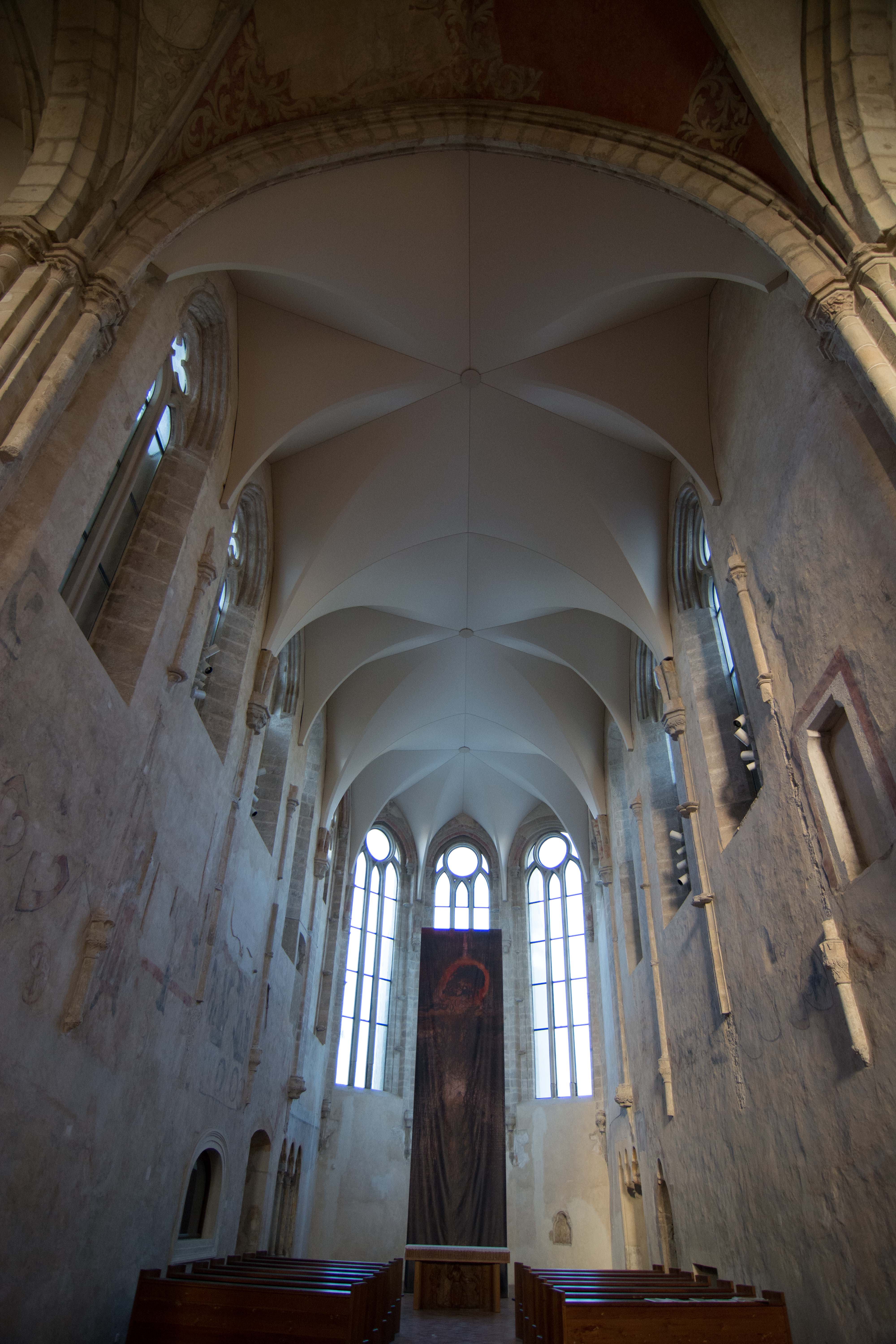
Foliová klenba kněžiště při pohledu od vítězného oblouku
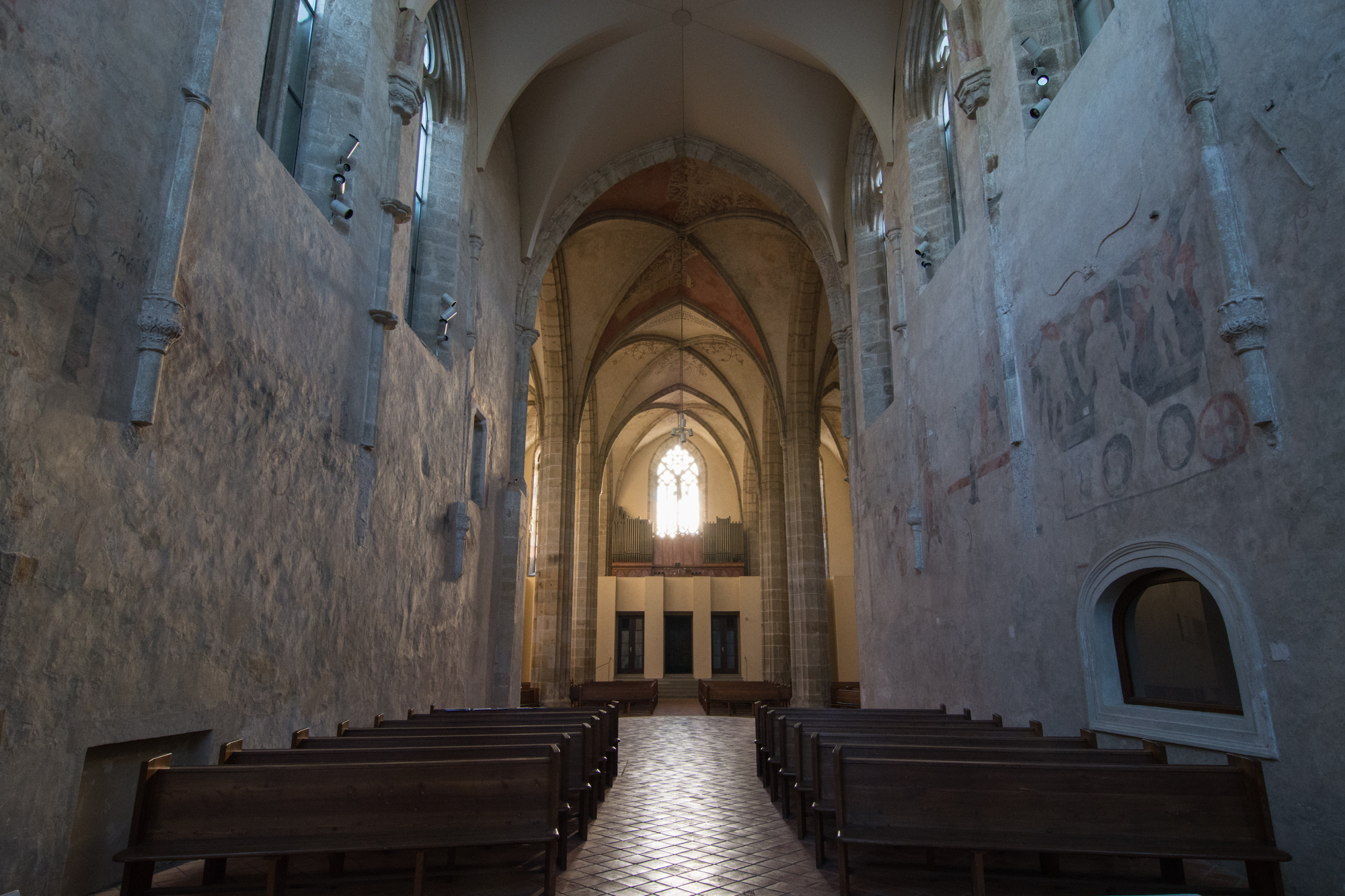
Pohled od oltáře směrem do trojlodí
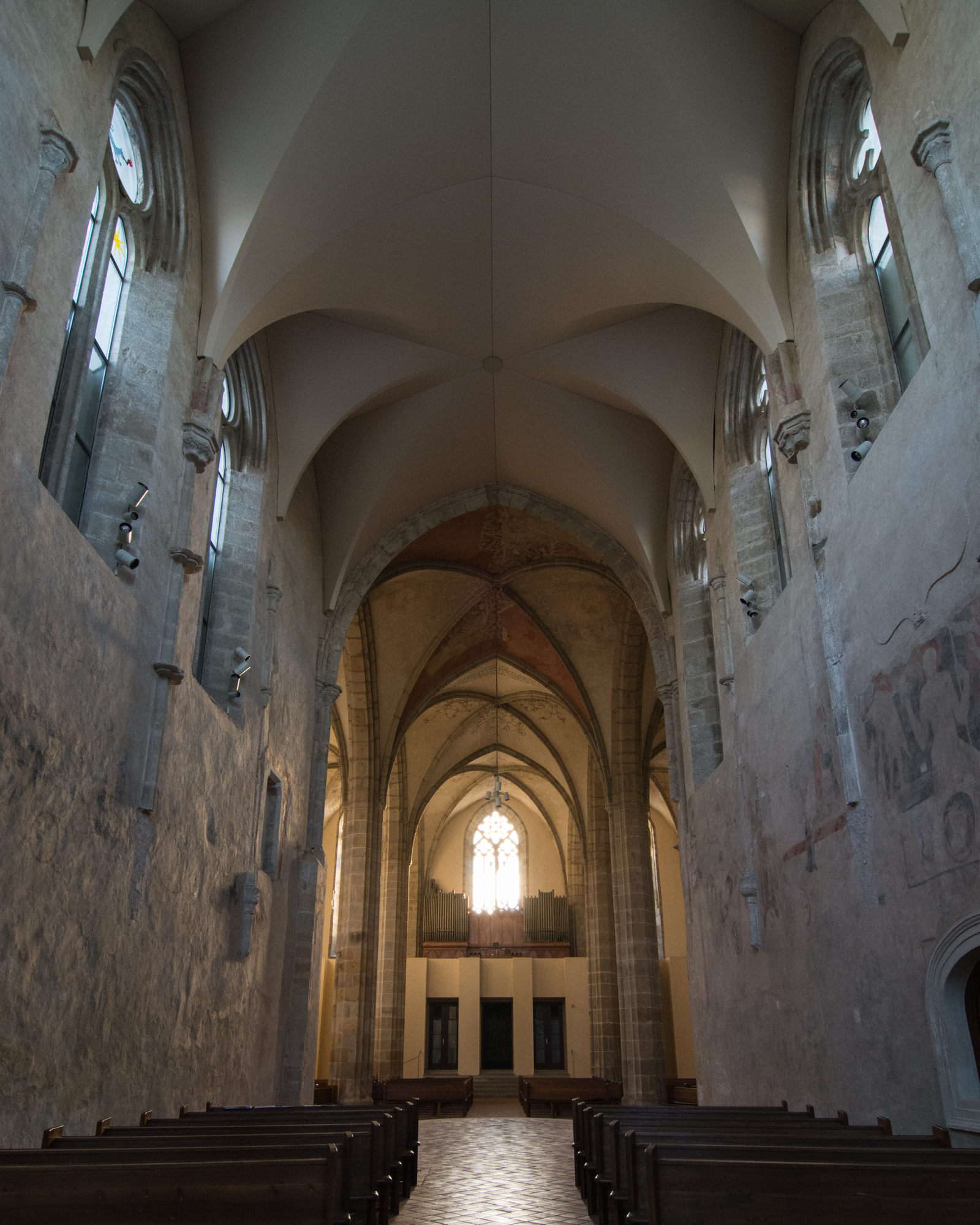
Foliová klenba kněžiště při pohledu od oltáře
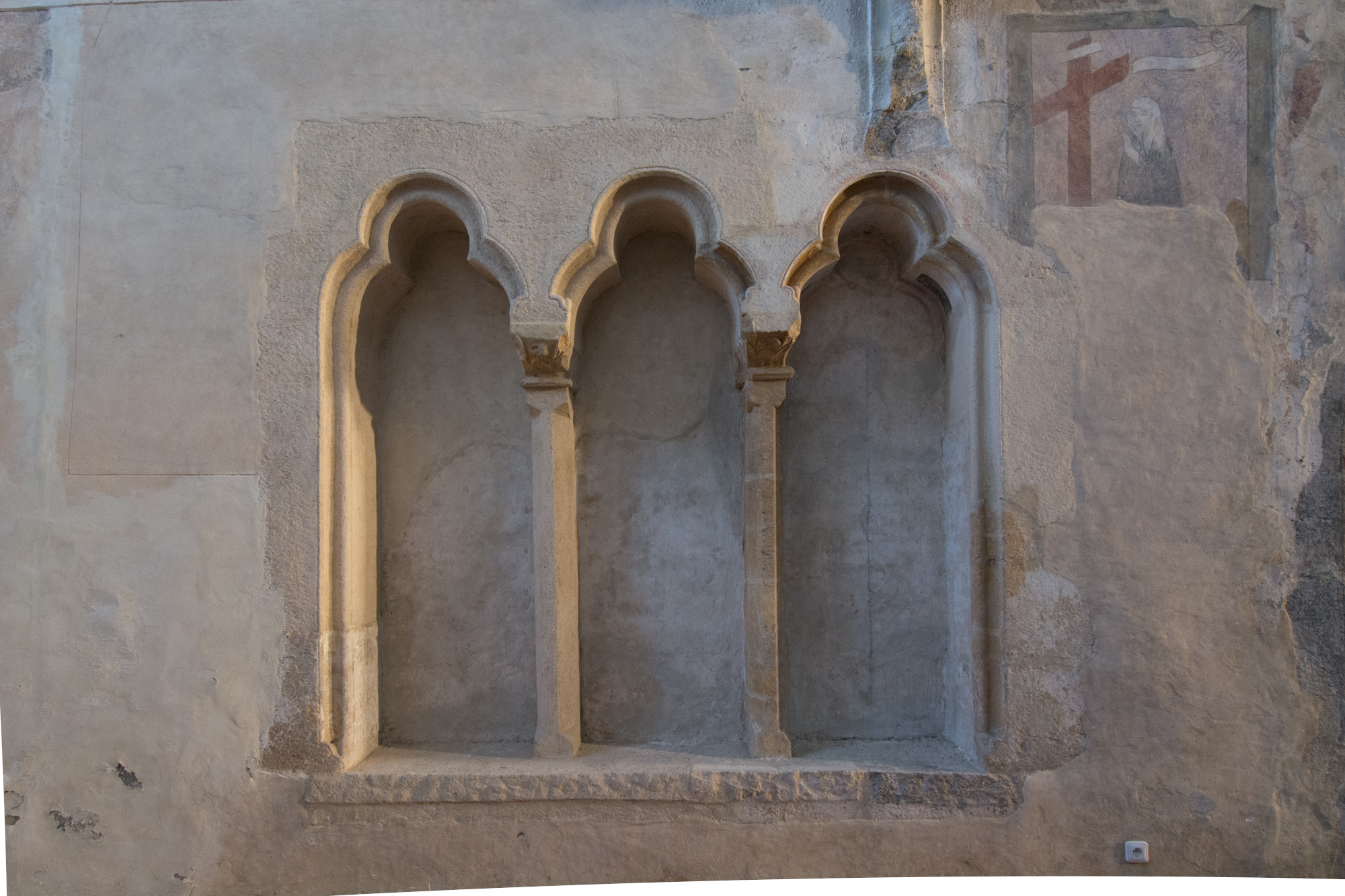
Sedilia
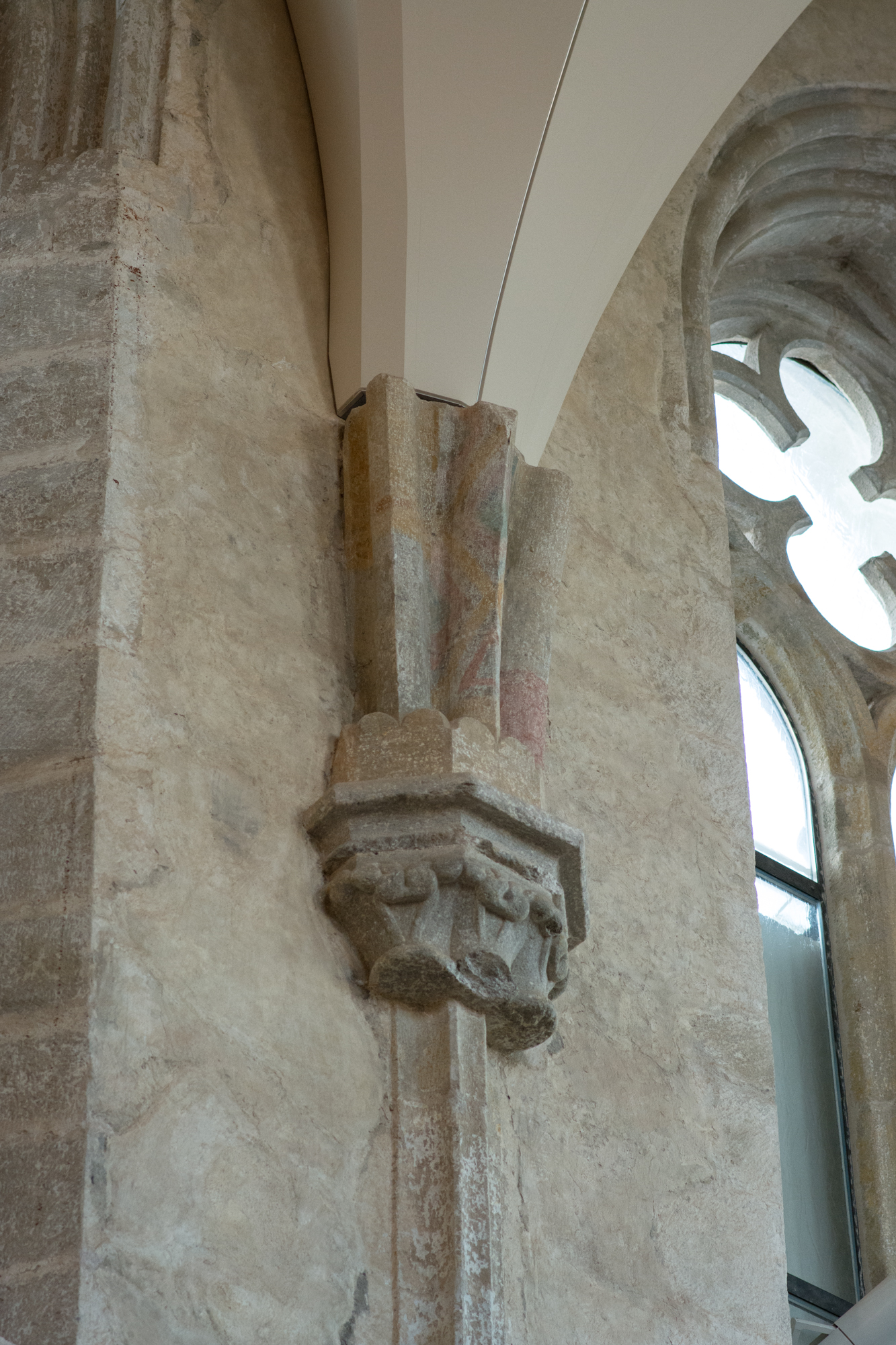
Detail hlavice původně svazčité přípory v kněžišti a pohled na napojení foliové klenby na výběhy žeber
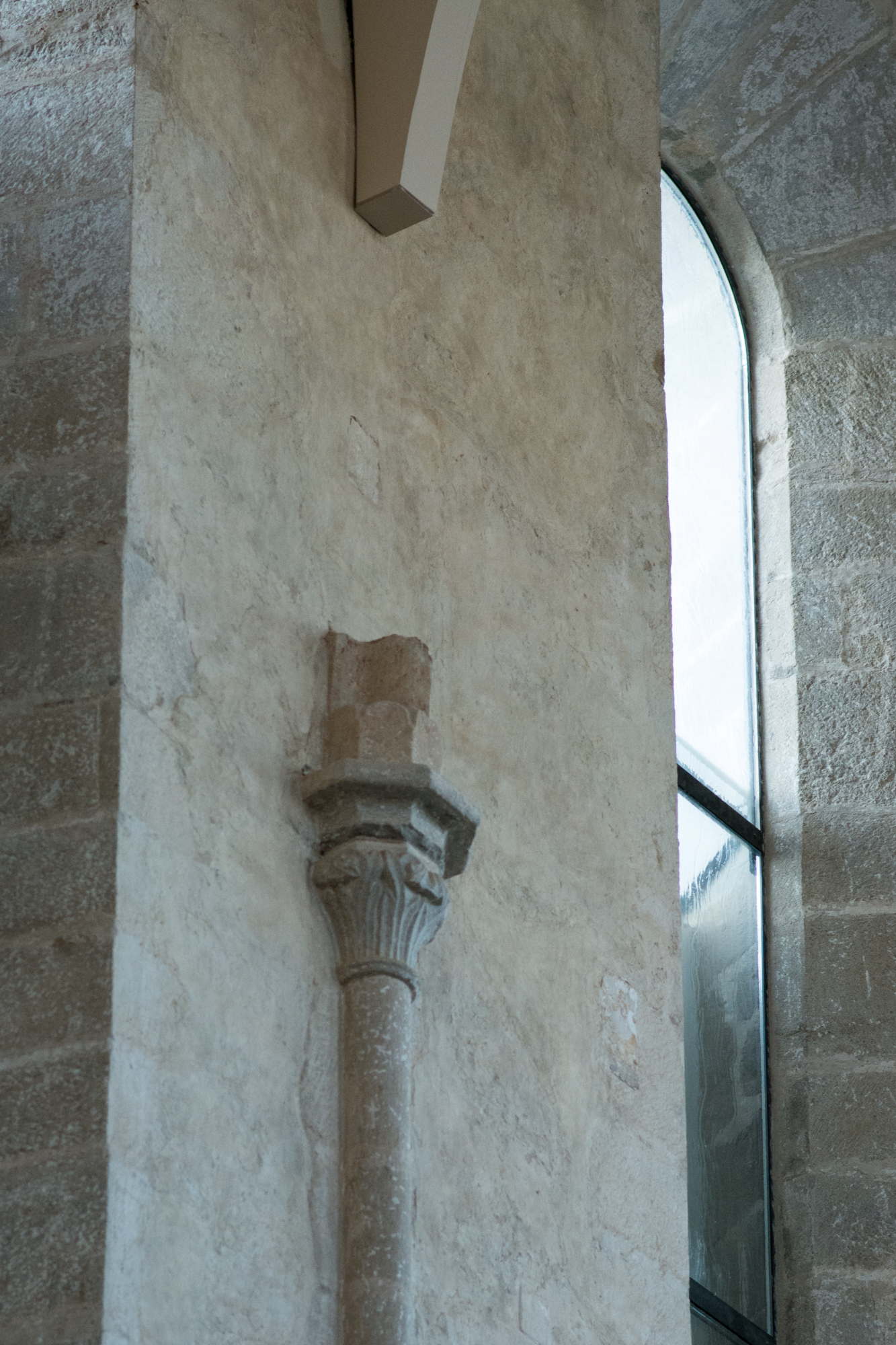
Detail hlavice jednoduché přípory v kněžišti a pohled na napojení foliové klenby na výběh žebra
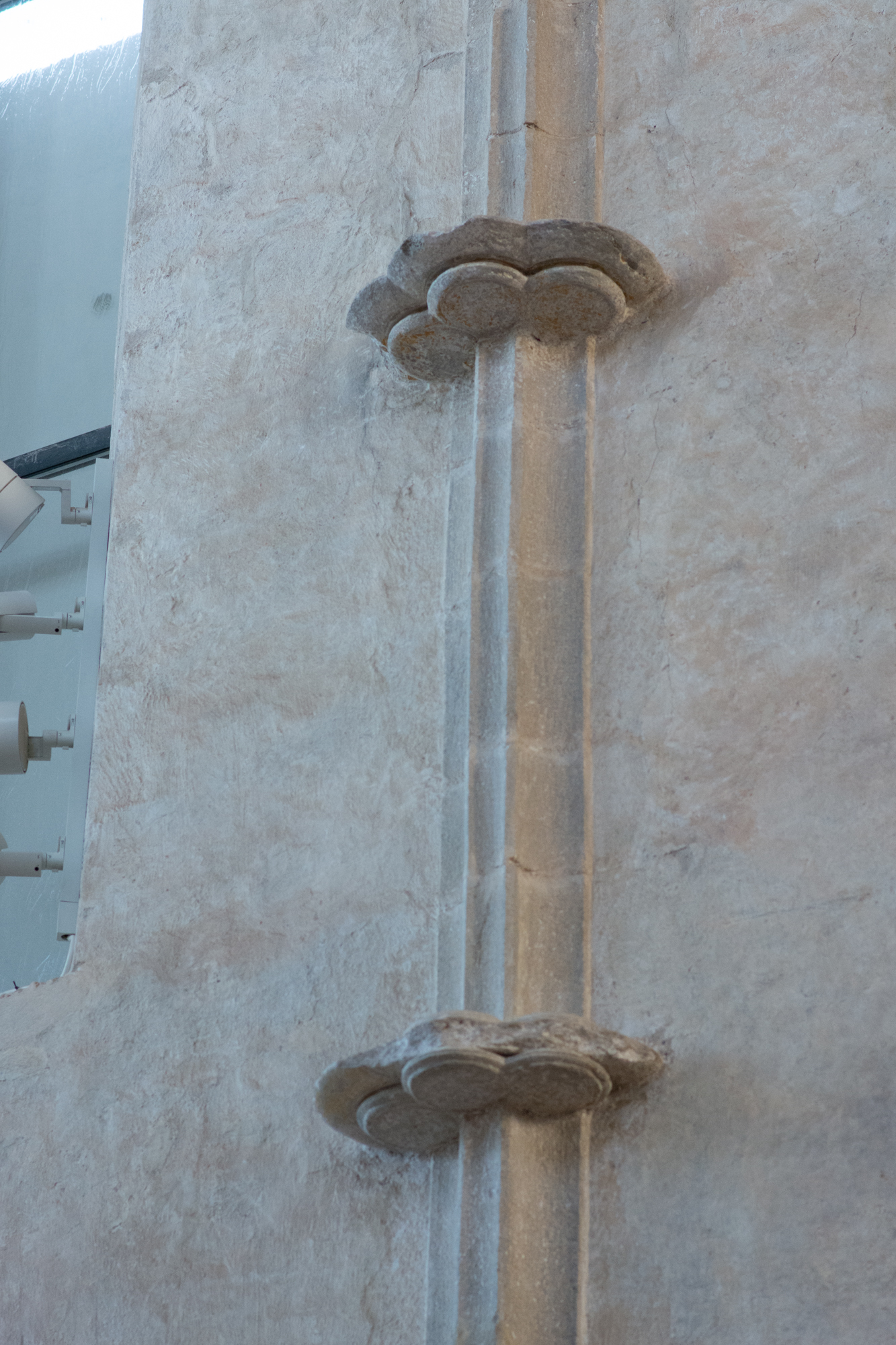
Talířovité prstence přerušující svazkové přípory

#### Sakristie
Sakristie má obdélný půdorys. Z její původní klenby se dochovaly pouze hranolové konzoly a kamenný dělicí pás hranolovitého profilu se zkosenými hranami, který dosedá na římsové patky, a je do něj ukotvena vzedmutá cihlová barokní klenba.

#### Nástěnné malby

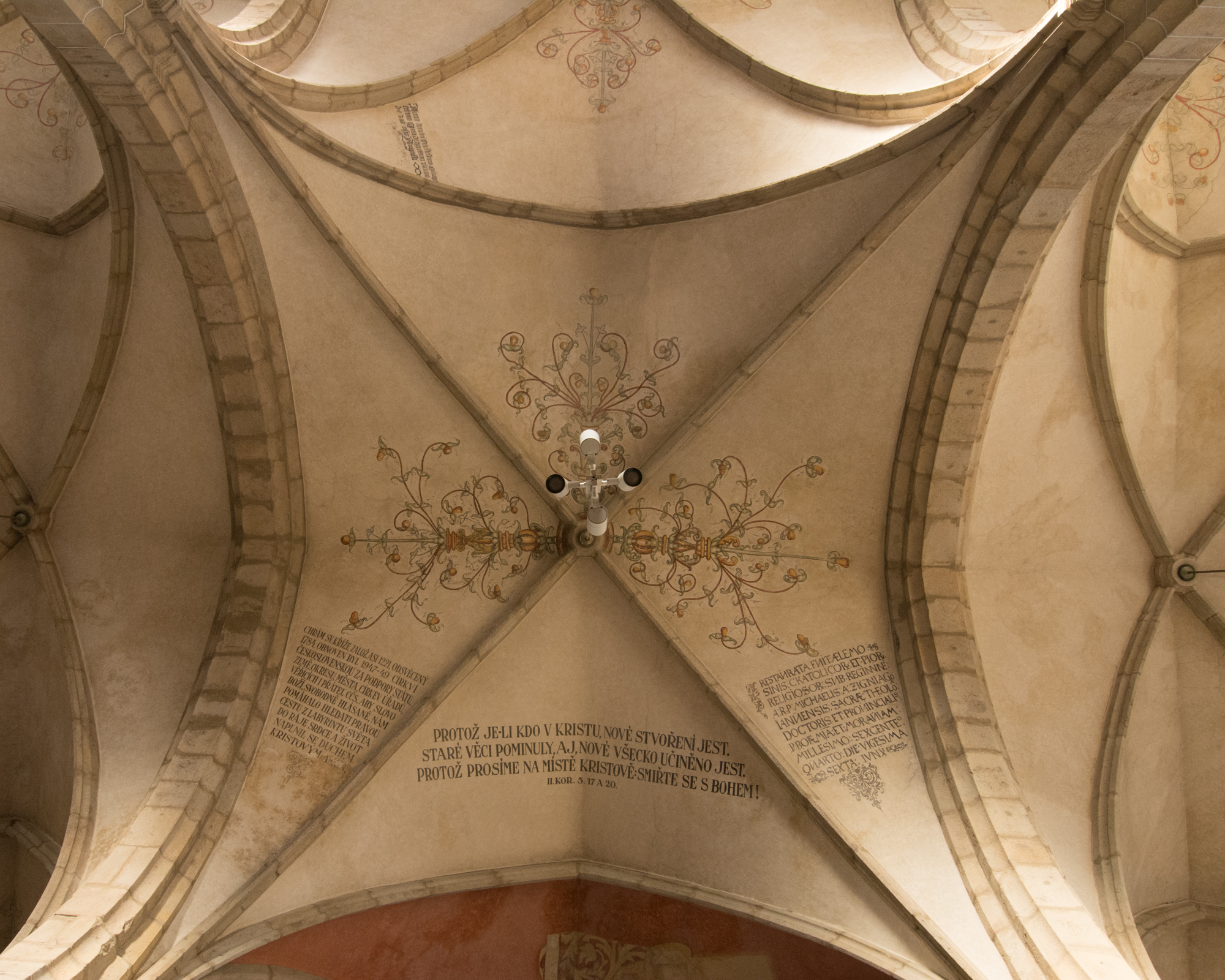
Výzdoba klenby hlavní lodě

Na klenbě posledního pole hlavní lodě se dochovaly pozůstatky snad pozdně gotické figurální malby s akantovými rozvilinami, zachycující královskou postavu, anděly s nápisovými páskami a štít se znakem cechu postřihačů sukna.
V místě křížení žeber ostatních polí hlavní lodě je dochován pozdně renesanční úponkový dekor.
Na lících klenby západního pole hlavní lodě jsou tři textová pole – citát z Druhého listu korintským, stručnou historii kostela a latinský text popisující některou z minulých přestaveb.
Na stěnách kněžiště nalezneme také fragmenty nástěnných maleb. Vlivem užívání kostela armádou ovšem jde pouze o zlomky, které mnohdy nejde přesně identifikovat. Malby na severní stěně se dochovaly v lepším stavu. Můžeme zde rozeznat vysokou postavu rytíře nesoucího prapor, vedle něj dva anděly, několik rodových erbů, a ve vedlejším poli postavu v dlouhém šatu, z níž jsou patrné pouze nohy a oblast pasu. Na jižní straně jsou patrné obrysy několika rodových erbů a nad portálkem do sakristie modlící se postava s motivem zřejmě žezla a fragmenty nápisu.

## Půdorys

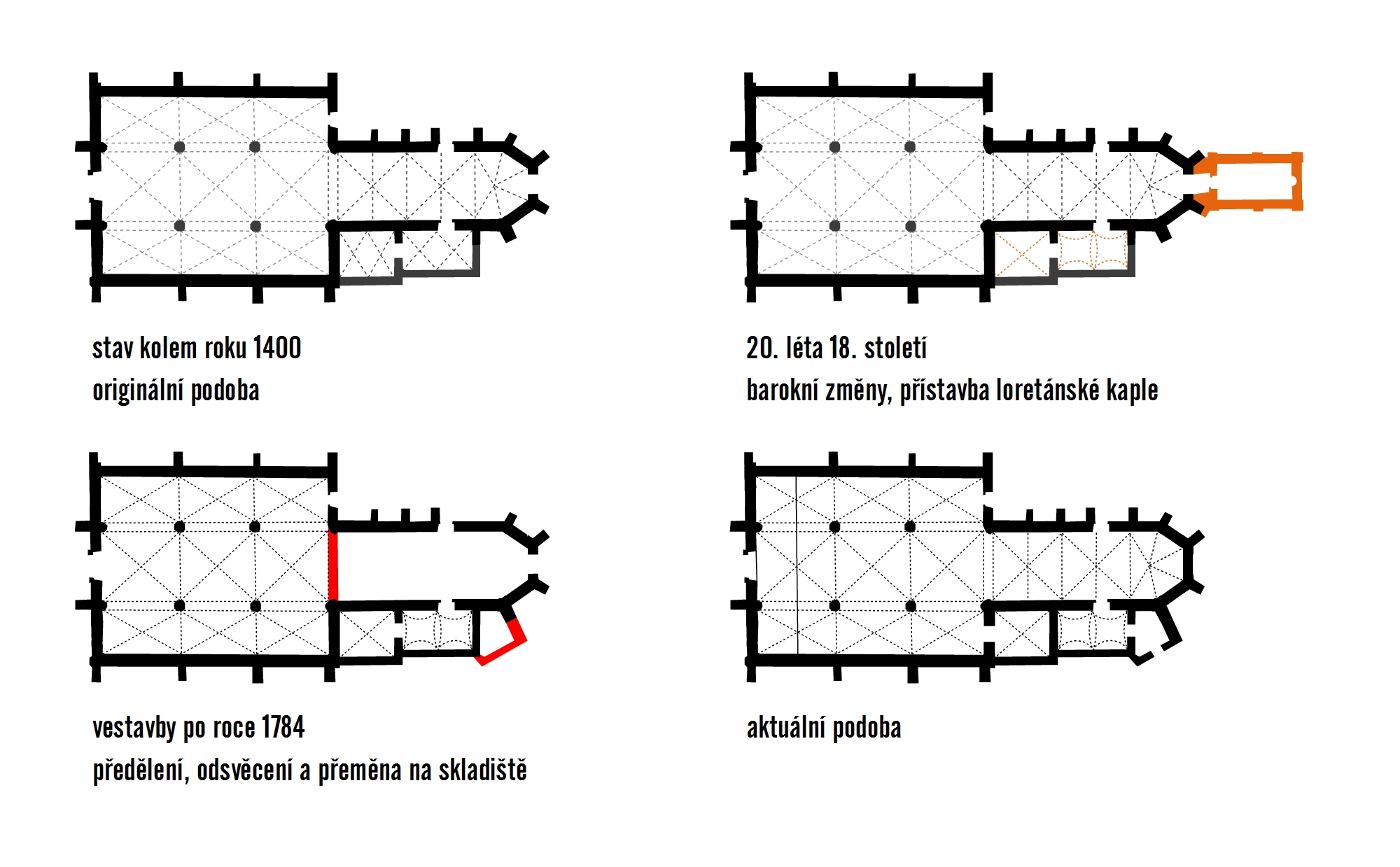
Vývoj půdorysu kostela

Půdorys sestává z mimořádně dlouhého, pětiboce uzavřeného presbytáře, který se váže se síňovým trojlodím téměř čtvercového půdorysu, se třemi téměř čtvercovými poli hlavní lodě, jimž odpovídají obdélná boční pole.
Kostel je mezi ostatními českými kostely své doby výjimečný hned z několika důvodů.
Není tolik zajímavý tvarem svých podpor, ty jsou běžné, známé třeba z Paderbornu, Kolína nebo Hradiště nad Jizerou. Významným a udivujícím je v první řadě téměř čtvercový půdorys trojlodí, na němž je jasně čitelné gotické úsilí o vyrovnání hloubkových a šířkových rozměrů, a který předbíhá svou dispozicí dobu o celé století. V Evropě je jihlavský kostel ve 13. století v utváření monumentálního vnitřního prostoru naprosto jedinečný.
Mimořádně udivující je také délka chóru, odpovídající dvěma polím šestidílné klenby (tedy čtyřem polím v té době nejběžnější křížové klenby) a závěru. U kostelů žebravých řádů se první dlouhé chóry o délce alespoň dvou polí křížové klenby objevují teprve po roce 1270. Jihlavský chór je starší a k tomu dvojnásobně delší. Podle Dobroslava Líbala je presbytář jihlavského dominikánského chrámu: „vůbec nejdůležitějším článkem ve vývoji mendikantského dlouhého chóru a má předchůdce kupodivu pouze u jihlavských minoritů.“

## Zařízení kostela
Kostel je zařízen velmi stroze, z části kvůli tomu, že původní zařízení se nedochovalo, hlavně ale kvůli tomu, že je dnes využíván husitskou a starokatolickou církví.

### Kněžiště
V prostoru kněžiště se nachází pouze masivní vyřezávaný dřevěný oltář a vysoký oltářní obraz.
Oltář je zdoben vyřezávaným reliéfem s výjevem z poslední večeře Páně a citátem z Bible: „Totoť jest tělo mé – totoť jest krev má.“
Oltářní obraz o rozměrech zhruba 2x7 metrů je reprodukcí grafiky Bohuslava Reynka, která zobrazuje ukřižování Krista.

### Trojlodí
V trojlodí nalezneme kamennou křtitelnici s reliéfní výzdobou a kamennou Pietu s památní deskou věnovanou padlým jihlavským odbojářům a členům místní duchovní komunity padlým za 2. světové války.
Pieta spočívá na profilované římsové desce, která spočívá na válcové přípoře s kalichovitou hlavicí. Podle místní tradice je Pieta dílem sochaře Jana Štursy, který ji měl vytvořit v roce 1915 při pobytu v místních kasárnách.
Interiér kostela je dále zařízen již pouze dřevěnými lavicemi.

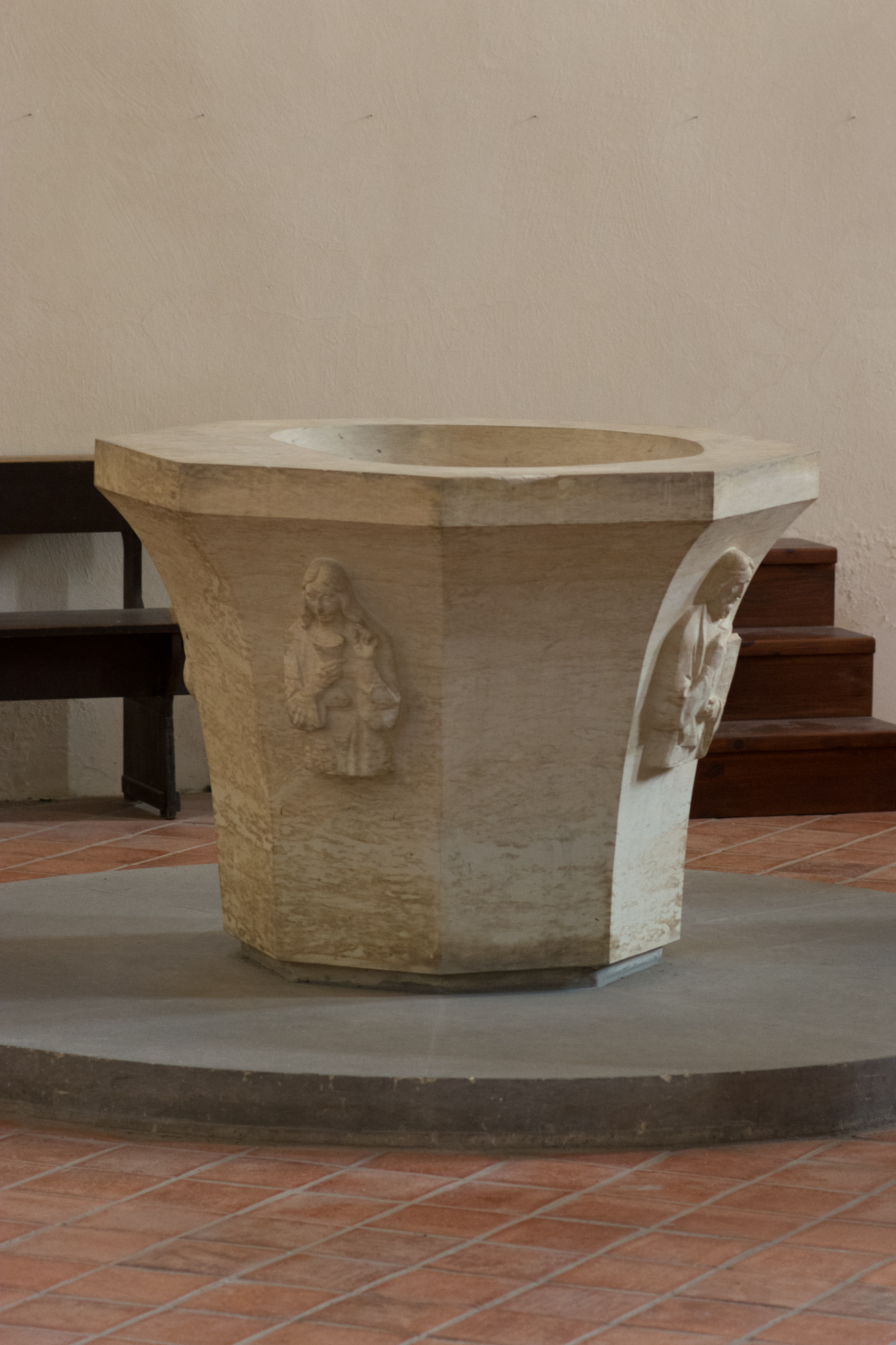
křtitelnice
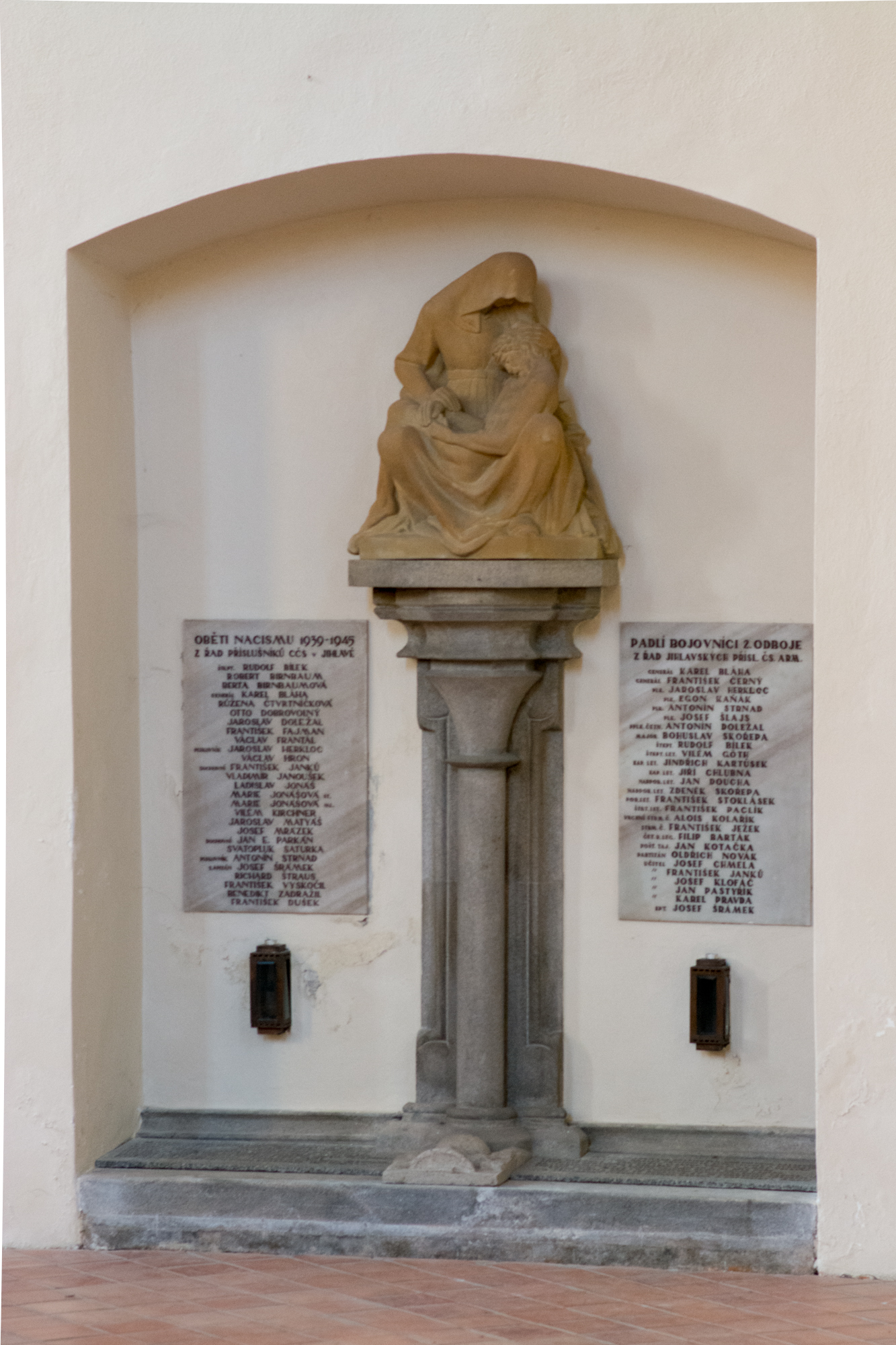
Pieta od Jana Štursy

## Zajímavosti
Traduje se, že rozsáhlý požár v roce 1513 vznikl při smažení koblih v klášterní kuchyni. Kronikář zmiňující tuto událost popisuje, že k incidentu došlo, když si řeholní bratři přivedli s sebou do kláštera na večer nájemné dívky. S nimi pak údajně smažili koblihy a při neopatrné manipulaci s olejem došlo ke vzniku požáru. Dnes je těžké říci, jak se vše odehrálo doopravdy. Je ovšem doloženo, že mniši zodpovědní za nešťastnou událost byli z kláštera vykázáni.
Zajímavostí je, že mezi jihlavskými studenty koluje fáma, že kostel měl původně dvě mohutné věže, podobně jako farní kostel sv. Jakuba. Jde ovšem opravdu pouze o fámu. Kostel měl sice původně štíhlou věžici, sloužící jako zvonice, která se nacházela nad vítězným obloukem, ale dvojici věží v průčelí nikdy neměl.

## Ocenění
- Rekonstrukce kostela byla v roce 2011 oceněna titulem Stavba roku Kraje Vysočina.[8]